# Sierra Leone
Sierra Leone, oficial Republica Sierra Leone, neoficial Salone, este o țară aflată pe coasta de sud-vest a Africii de Vest. Are hotar cu Liberia la sud-est și Guinea la nord-est.  Sierra Leone are un climat tropical, cu un mediu divers, de la savană la păduri tropicale umede, cu o suprafața totală de 71.740 km2 (27.699 mi2) și o populație de 7,075,641 potrivit recensământului din 2015. Capitala și cel mai mare oraș este Freetown, iar țara este împărțită în cinci regiuni administrative, care sunt de asemenea împărțite în șaizeci de districte.
Sierra Leone a fost Colonie a Coroanei britanice din 1808 până pe 27 aprilie 1961 când a obținut independența, dar perioade de turbulență politică au marcat istoria recentă. Pe 18 aprilie 1971, guvernul lui Siaka Stevens a abolit sistemul de guvernământ parlamentar și a declarat Sierra Leone republică prezidențială, creând un stat unipartid care a durat din 1978 pânâ în 1985. Actuala constituție democratică multipartidă a Sierra Leone a fost adoptată în 1991 de guvernul președintelui Joseph Saidu Momoh, întocmai când gruparea rebelă Frontul Revoluționar Unit, condus de un fost ofițer militar întemnițat în Sierra Leone Foday Sankoh, a lansat un război civil brutal.
Pe 29 aprilie 1992, armata l-a răsturnat pe președintele Momoh, și Sierra Leone a fost sub conducere militară din 1992 până în 1996. Sierra Leone s-a întors la starea de democrație cu guvern ales atunci când junta militară condusă de Generalul de brigadă Julius Maada Bio i-a acordat președinția lui Ahmad Tejan Kabbah de la SLPP după victoria în alegerile prezidențiale din 1996. Oricum, pe 25 mai 1997, armata l-a răsturnat pe președintele Kabbah. În februarie 1998, o coaliție a forțelor armate ale Ecowas condusă de Nigeria l-a repus în funcție pe președintele Kabbah, și i-a executat pe liderii loviturii de stat după o judecată a curții marțiale. În ianuarie 2002, președintele Ahmad Tejan Kabbah a anunțat sfârșitul războiului civil cu ajutorul și susținerea Ecowas, a guvernului britanic, Uniunii Africane și Națiunilor Unite. Sierra Leone a avut o perioadă neîntreruptă de guvernare democratică din 1998 până în prezent.
Șaizeci de grupuri etnice locuiesc în Sierra Leone, fiecare având propria limbă și obiceiuri. Două cele mai mari și mai influente sunt  temne și mende. Temne se găsesc predominant în nord-vestul țării, iar mende în sud-est. O mică minoritate, de circa 2%, sunt poporul krio, care sunt descendenți ai sclavilor afro-americani și vest-indieni.  Deși engleza este limba oficială și este utilizată în școli și administrația guvernamentală, krio, o creolă cu bază engleză, este limba cea mai pe larg vorbită de-a lungul Sierrei Leone. Vorbită de 98% din populație, krio unește toate grupurile etnice din țară, în special în cadrul comerțului și interacțiunii sociale.
Sierra Leone este o țară majoritar islamică, musulmanii constituind 78%, cu o minoritate creștină influentă de 21%. Sierra Leone este văzută drept unul dintre cele mai tolerante religios state din lume. Musulmanii și creștinii colaborează și interacționează între ei foarte pașnic, iar violența religioasă este foarte rară. Majoritatea sărbătorilor creștine sunt în mod oficial sărbători publice în țară; printre sărbătorile publice sunt Crăciunul, Paștele, Eid al-Fitr și Eid al-Adha.

Sierra Leone se bazează pe minerit, în special al diamantelor. Este de asemenea printre cei mai mari producători de titan și bauxită, un producător major de aur, și are unul dintre cele mai mari depozite de rutil. Sierra Leone are al treilea cel mai mare port natural din lume. În ciuda bogăției sale naturale, 53% din populația sa trăia în sărăcie în 2011. Sierra Leone este membru al multor organizații internaționale, inclusiv Națiunile Unite, Uniunea Africană, Comunitatea Economică a Statelor Vest-Africane (ECOWAS), Uniunea Râului Mano, Comunitatea Națiunilor, Banca Africană de Dezvoltare și Organizația Cooperării Islamice.

## Istorie

### Istorie timpurie

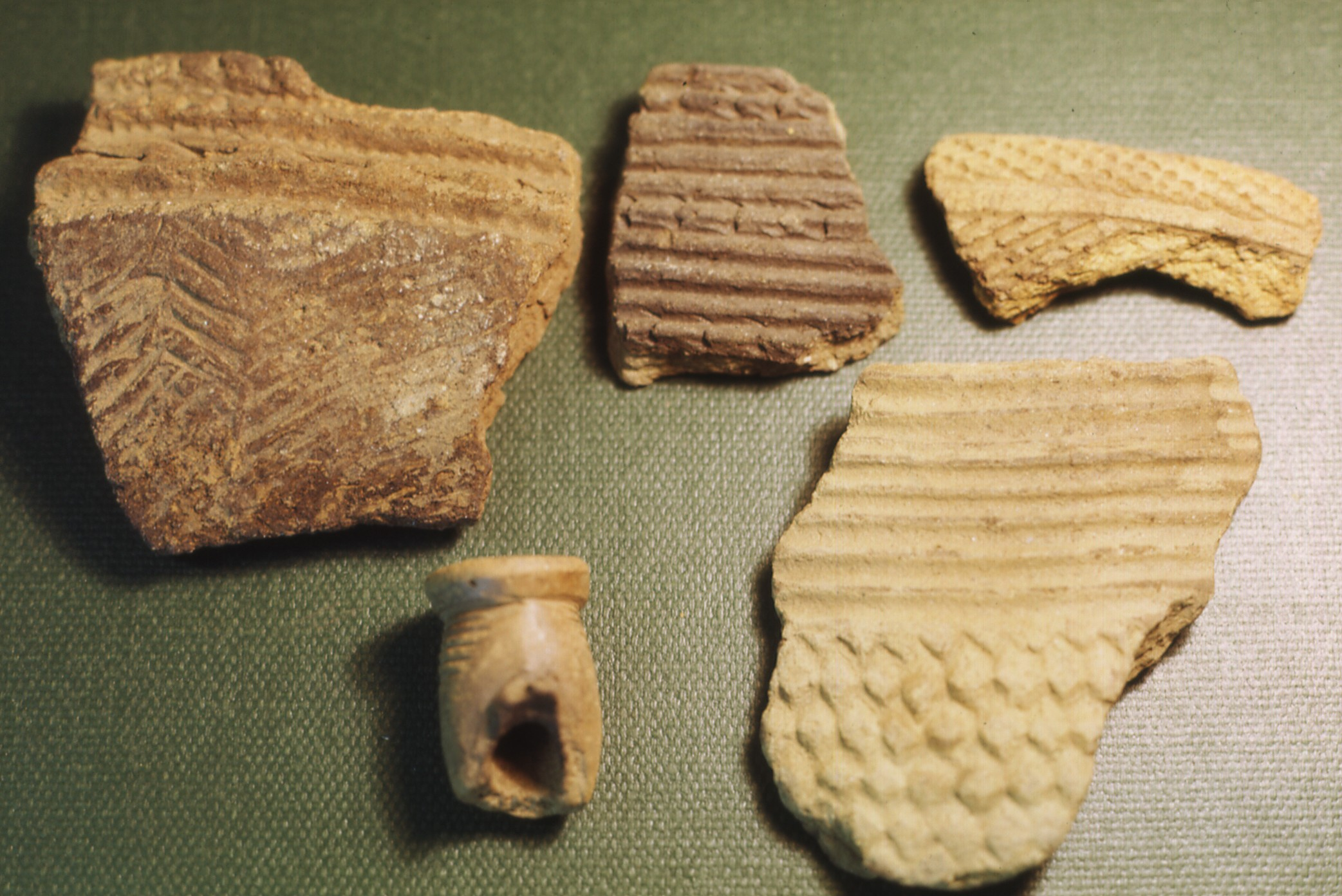
Fragmente de ceramică preistorică din adăpostul de piatră din Kamabai

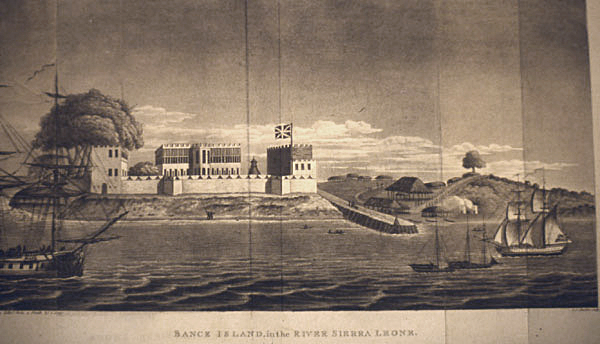
Insula Bunce, 1805, în perioada în care fabrica de sclavi era condusă de John și Alexander Anderson

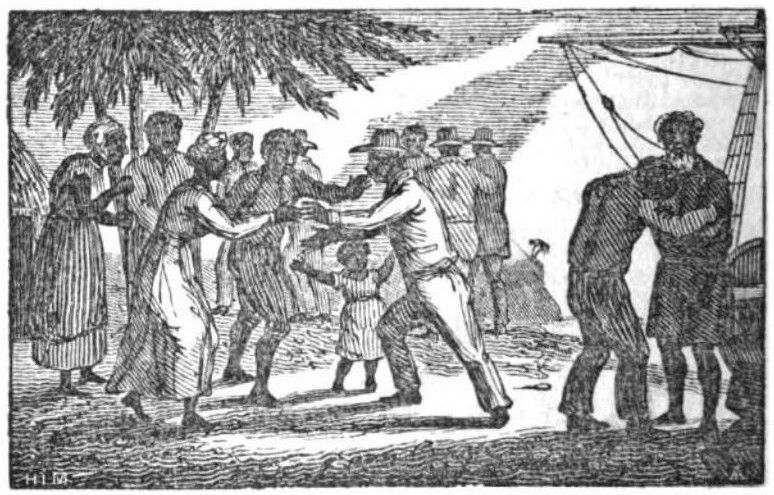
Ilustrație din 1835 cu africani eliberați venind în Sierra Leone

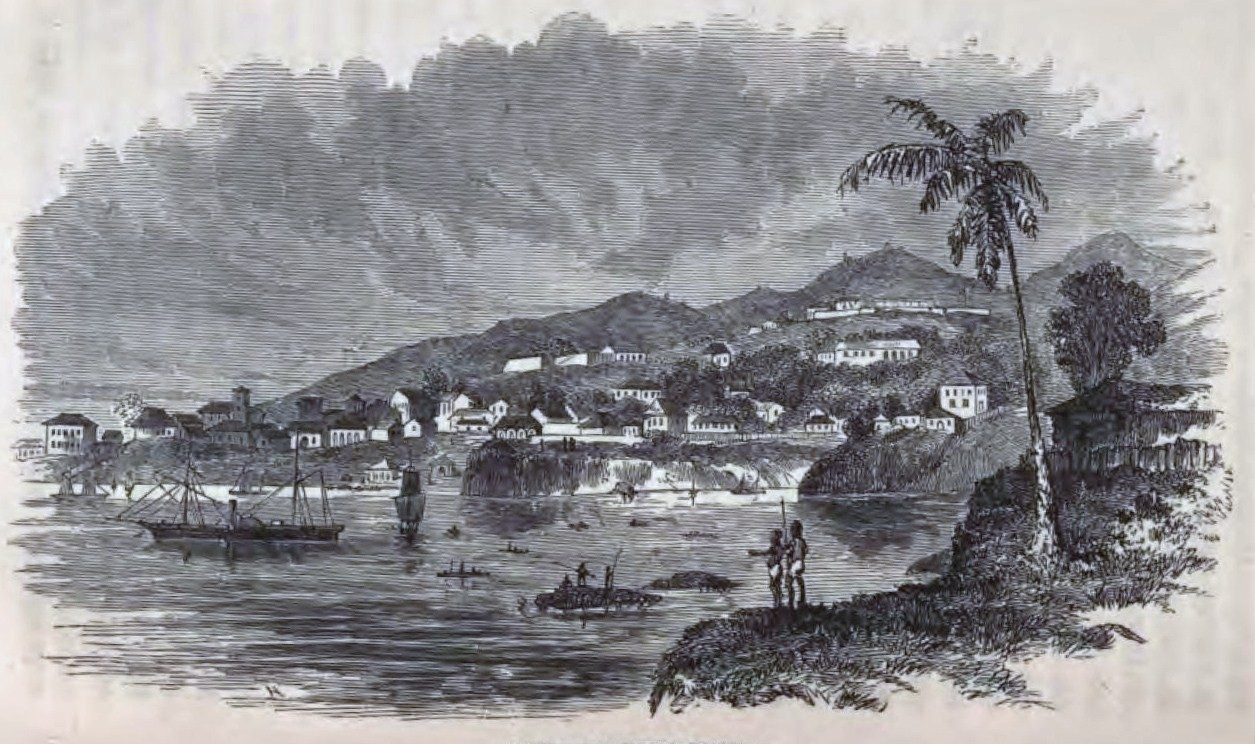
Colonia Freetown in 1856

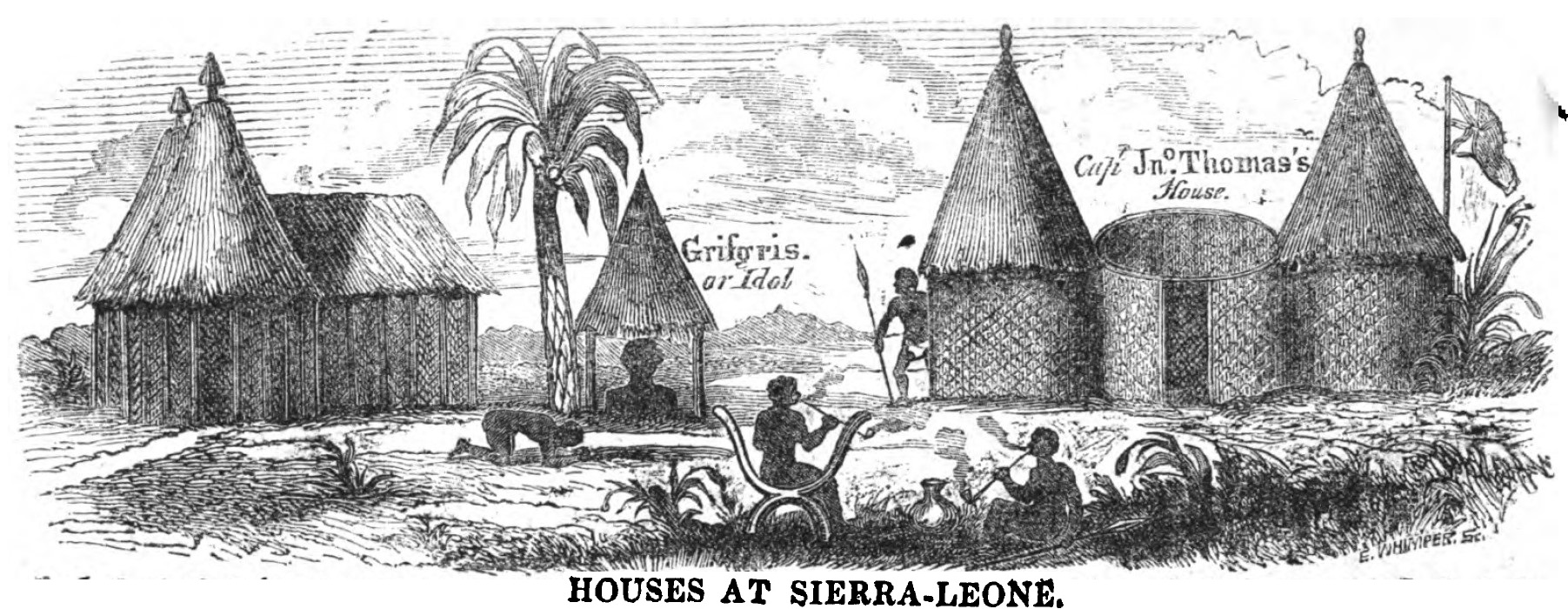
Case în Sierra-Leone (Mai 1853, X, p.55)

Descoperiri arheologice arată că Sierra Leone a fost locuită continuu timp de cel puțin 2,500 de ani, populată succesiv de societăți care au migrat din alte părți ale Africii. Oamenii au adoptat utilizarea fierului prin secolul 9 și prin anul 1000 agricultura era practicată de-a lungul coastei. Climatul s-a schimbat considerabil și hotarele dintre diferitele zone ecologice s-a schimbat de asemenea, afectând migrația și cucerirea.
Pădurile tropicale dense și mediul mlăștinos al Sierrei Leone erau considerate impenetrabile; a fost de asemenea gazdă a muștii țețe, care purta o boală fatală pentru cai și vita zebu utilizată de poporul mande. Acest factor de mediu și-a protejat oamenii de cuceririle poporului mande și a altor imperii africane. Acesta de asemenea a redus influența islamică a Imperiului Mali, dar islamul, introdus de comercianții, negustorii și migranții susu dinspre nord și est, a fost adoptat pe scară largă în secolul 18.

### Comerțul european
Contactele europene cu Sierra Leone erau printre primele în Africa de Vest în secolul 15. În 1462, exploratorul portughez Pedro de Sintra a întocmit harta dealurilor din jurul a ceea ce astăzi este Portul Freetown, numind formațiunea Serra da Leoa sau „Serra Leoa” (numele portughez al Munților Leului). Denumirea spaniolă a acestei formațiuni geografice este Sierra Leona, care mai târziu a fost adaptată și scrisă greșit, devenind actualul nume al țării. Deși potrivit profesorului C. Magbaily Fyle aceasta ar putea fi o interpretare greșită a istoricilor: potrivit lui, există evidență că călătorii numeau regiunea Serra Lyoa înainte 1462, anul în care Sintra a ajuns prima dată. Aceasta ar implica că identitatea persoanei care stă la originea denumirii Sierra Leone rămâne încă neclară.
La scurt timp după expediția lui Sintra, comercianții portughezi au ajuns la port. Prin 1495, au construit un punt comercial fortificat pe coastă. Olandezii și francezii de asemenea au inițiat comerț aici, și fiecare națiune a utilizat Sierra Leone ca punct punct de tranzacționare a sclavilor aduși de comercianții africani din zonele interioare unde aveau loc războaie și conflicte tribale. În 1562, englezii au inițiat comerțul triunghiular atunci când amiralul Sir John Hawkins al Marinei Regale a  transportat 300 de africani aserviți – obținuți „prin sabie și parțial prin alte mijloace” – coloniei spaniole Santo Domingo de pe Hispaniola din zona Indiilor Occidentale din Marea Caraibilor, unde i-au vândut.

### Coloniiile timpurii
În urma Războiului de Independență a Statelor Unite, britanicii au evacuat mii de sclavi afro-americani și i-au reașezat în coloniile canadiene și caribbiene și în Londra, care le-a dat noi vieți. În 1787, Coroana Britanică a fondat o așezare în Sierra Leone pe locul care a fost numit „Provincia Libertății”. A intenținoat să așeze acolo pe unii din „săracii negri ai Londrei”, majoritatea afro-americani eliberați de britanici în timpul războiului. Aproximativ 400 de negri și 60 de albi au ajuns în Sierra Leone pe 15 mai 1787. Grupul de asemenea a inclus anumiți indieni occidentali cu origini africane din Londra. După ce au înființat orașul Granville, cei mai mulți din grupul de coloniști au murit, din cauza bolii și a luptelor cu popoarele africane băștinașe (temne), care au rezistat intruziunii acestora. Cei 64 coloniști rămași au înființat un al doilea oraș Granville.
În urma Revoluției, peste 3,000 de negri loialiști au fost așezați în Noua Scoție, unde în cele din urmă li s-a acordat pământ. Ei au fondat Birchtown, Noua Scoție, dar s-au confruntat cu ierni aspre și discriminare rasială din partea învecinatului Shelburne, Noua Scoție. Liderul negru Thomas Peters a făcut presiune asupra autorităților britanice pentru asistență și mai mult ajutor; împreună cu aboliționistul britanic John Clarkson, Compania Sierra Leone a fost înființată pentru a-i reloca pe loialiștii negri care doreau să-și încerce șansele în Africa de Vest. În 1792, aproape 1200 persoane din Noua Scoție au trecut Atlanticul pentru a construit a doua (singura permanentă) Colonie Sierra Leone și așezarea Freetown pe 11 martie 1792. În Sierra Leone, erau numiți coloniști neo-scoțieni, neo-scoțieni sau coloniști.
Coloniștii au construit Freetown în stilurile pe care știau din timpul vieților lor în sudul Statelor Unite de azi; ei de asemenea au continuat să practice moda și manierele americane.  În plus, mulți au continuat să practice metodismul în Freetown. Coloniștii negri din Sierra Leone s-au bucurat de mult mai multă autonomie în ceea ce ei erau angajați politic. Imigranții negri au ales diferite niveluri de reprezentanți politici, 'tithingmen', care reprezentau fiecare duzină de coloniști, și 'hundreders' care reprezentau cantități mai largi. Acest fel de reprezentare nu era valabil în Noua Scoție. Procesul inițial de construite a societății în Freetown, în orice caz, a fost o luptă aspră. Coroana n-a furnizat suficiente provizii de bază și Coloniștii erau mereu amenințați de comerțul ilegal cu sclavi și riscul de reaservire. În anii 1790, Coloniștii, inclusiv femeile adulte, au votat pentru prima dată la alegeri. Compania Sierra Leone, controlată de investitori din Londra, a refuzat să permită coloniștilor să-și ia alodiu din zonă. În 1799, unii dintre coloniști s-au revoltat. Coroana a învins revolta prin aducerea unor forțe cu peste 500 de castanii jamaicani, pe care i-a transportat din orașul Cudjoe (Trelawny) prin Noua Scoție în 1800. Conduși de colonelul Montague James, castaniii au ajutat forțele coloniale să reducă la tăcere revolta, iar în timpul procesului au asigurat protecția celor mai bune case și ferme.
Pe 1 ianuarie 1808, Thomas Ludlam, guvernatorul Companiei Sierra Leone și unul dintre cei mai importanți abolționiști, a predat carta Companiei. Aceasta a sfârșit 16 ani de administrare a coloniei. Coroana britanică a reorganizat Compania Sierra Leone ca Instituția Africană; aceasta era orientată spre dezvoltarea economiei locale. Membrii ei îi reprezentau pe britanicii care sperau să-i inspire pe antreprenorii locali și pe cei cu interes în Compania Macauley & Babington Company, care deținea monopolul (britanic) asupra comerțului sierro-leonez.
Cam în aceeași perioadă (după abolirea comerțului cu sclavi în 1807), echipajele britanice au furnizat Freetownului mii de foști sclavi africani, după ce i-au eliberat din navele maritime de sclavi ilegale. Acești africani eliberați sau recaptivi au fost vânduți pentru $20 per cap ca ucenici pentru coloniștii albi, coloniștii neo-scoțieni și castaniii jamaicani. Unii dintre recaptivi care n-au fost vânduți ca ucenici au fost forțați să se alăture marinei militare. Mulți recaptivi au fost tratați prost și chiar abuzați deoarece unii dintre coloniștii inițiali îi considerau proprietatea lor. Izolați de patriile și tradițiile lor, africanii eliberați au fost forțați să fie asimilați de stilurile occidentale ale coloniștilor și castaniilor. De exemplu, unii dintre recaptivi au fost forțați să-și schimbe numele în unul care să sune mai occidental. Deși unii oameni au îmbrățișat bucuroși aceste schimbări deoarece le considerau parte a comunității, unii n-au fost fericiți în legătură cu aceste schimbări și au dorit să-și păstreze identitatea proprie. Mulți recaptivi erau atât de nefericiți încât au riscat posibilitatea de a fi vânduți înapoi în sclavie prin părăsirea Sierrei Leone și întoarcerea în satul lor de baștină. Au construit un comerț înfloritor din flori și mărgele pe coasta Africii de Vest.
Acești africani reîntorși erau din mulți părți ale Africii, dar în principal din coasta de vest. În timpul secolului 19, americanii negri eliberați, unii 'refugiați' americo-liberieni și mai ales vest-indienii, de asemenea au imigrat și s-au stabilit în Freetown. Împreună, aceste popoare au creat o nouă etnicitate creolă, poporul krio (inițial numit creol) și o limbă comercială, krio, care a devenit în mod obișnuit utilizată printre multe din etniile țării.

### Epoca colonială (1800–1960)
Colonia Sierra Leone în anii 1800 era unică prin aceea că populația era compusă din africani strămutați care au fost aduși în colonie după abolirea britanică a comerțului cu sclavi în 1807. În urma venirii în Sierra Leone, fiecărui „recaptiv” i s-a acordat un număr de înregistrare, iar informația cu privire la calităților lor fizice a intrat a fost introdusă în Registrul Africanilor Eliberați. Oricum, adesea documentația va fi extrem de subiectivă și va rezulta în informații inexacte, care vor fi dificil de urmărit. În plus, diferențele între Registrul Africanilor Eliberați din 1808 și Lista Negrilor Capturați din 1812 (care rivaliza cu documentul din 1808) au revelat anumite disparități în informațiile despre recaptivi, în special cele despre nume; mulți recaptivi au decis să-și schimbe numele în versiuni mai anglicizate, ceea ce a contribuit la dificultăți în a-i urmări după ce au ajuns în Sierra Leone.

Potrivit Actului Britanic pentru Abolirea Comerțului cu Sclavi din 1807, recaptivii puteau fi subiect de ucenicie pentru coloniștii britanici în Sierra Leone, iar bărbații puteau fi introduși în Armata Marinei. În multe cazuri, recaptivii care dați uceniciei erau vânduți pentru $20, calitățile sistemului de ucenicie fiind similare sclaviei. Este documentat că ucenicii recaptivi erau neplătiți și coloniștii la care erau stabiliți aveau instrumente care puteau fi folosite pentru a-i disciplina, anume bastoane. Potrivit lui Suzanne Schwartz, istoric al Sierrei Leone coloniale, în iunie 1808 un grup de 21 bărbați și femei au fugit în așezarea nativă vecină Robiss și după recapturare au fost închiși de coloniștii Sierrei Leone, așadar contribuind la calitățile de tip sclavagist al sistemului de ucenicie. 

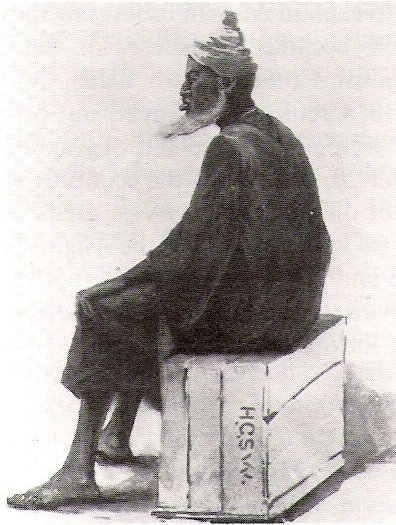
Bai Bureh, lider temne al Războiului Impozitelor de Colibă din 1898 împotriva stăpânirii britanice

La începutul secolului 19, Freetown a servit ca reședință a guvernatorului colonial britanic al regiunii, care de asemenea administra coloniile Coasta de Aur (acum Ghana) și Gambia. Sierra Leone s-a dezvoltat ca centrul educațional al Africii de Vest Britanice. Britanicii au stabilit Colegiul Fourah Bay în 1827, care rapid a devenit magnet pentru aficanii vorbitori de engleză pe Coasta de Vest. Timp de mai mult de un secol, a fost singura universitate în stil european din Africa Subsahariană occidentală.

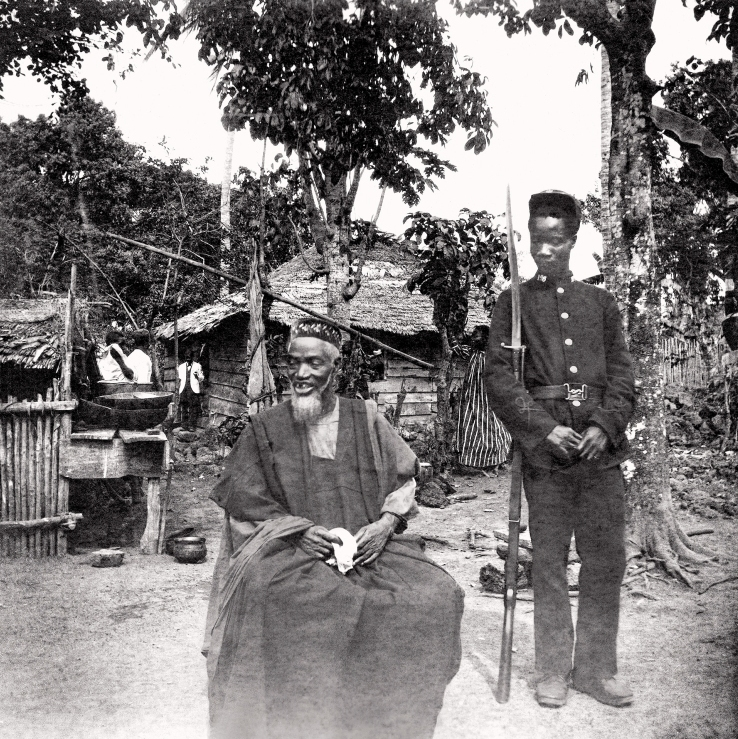
Liderul temne Bai Dureh văzut în 1898 după ce s-a predat, stând relaxat în îmbrăcămintea sa tradițională cu un fular în mâini, în timp un soldat al frontierei regale vest-africane stă de pază lângă el

Britanicii au interacționat cel mai mult cu etnicii krio în Freetown, care făceau cel mai mult comerț cu popoarele băștinaște din interior. În plus, krioii educați au deținut numeroase poziții în guvernul colonial, aceștia primind statut și poziții bine plătite. În urma Conferinței de la Berlin din 1884–1885, Regatul Unit a decis că trebuie să fixeze mai multă dominație asupra teritoriilor din interiorul conctinetului, pentru a satisface ceea ce era descris de puterile europene ca „ocupație efectivă” a teritoriilor. În 1896, a anexat aceste teritorii, declarându-le Protectoratul Sierra Leone. Cu această schimbare, britanicii au început să-și extindă administrația în regiune, recrutând cetățeni britanici pentru posturi și scoțându-i pe krioi din pozițiile din guvern și chiar din zonele rezidențiale dezirabile ale Freetown.
În plus, anexarea britanică a Protectoratului a interferat cu suveranitatea șefilor băștinași. Au desemnat șefi ca unități ale guvernului local, mai degrabă decât să se ocupe de ei în mod individual așa cum era practica precedentă. N-au păstrat relații cu nici cu aliații pe termen lung, precum Bai Bureh, șeful Kasseh, o comunitate de pe râul Small Scarcies. Acesta a fost mai târziu în mod nedrept descris ca prim instigator al războiului taxelor pe colibă din 1898.
Colonelul Frederic Cardew, guvernator militar al Protectoratului, a stabilit în 1898 un nou impozit pe locuințe și a cerut șefilor să-și folosească oamenii pentru a păstra drumurile. Impozitele erau adesea mai mari decât valoarea locuințelor și 24 de șefi au semnat o petiție către Cardew, în care au afirmat cât de distructivă a fost această situație; oameni lor puteau permite ia timp liber de la agricultura lor de subzistență. Au rezistat plății impozitelor. Tensiunile legate de noile cerințe colonia și suspiciunile administrației cu privire la șefi a dus Războiul Impozitelor pe Colibă din 1898, numit și Războiul Temne-Mende. Britanicii au tras focul primii. Frontul nordic unde poporul majoritar era temne a fost condus de Bai Bureh. Frontul sudic, care consta în principal din poporul mende, a intrat în conflict ceva mai târziu și din alte motive.
Timp de câteva luni, luptătorii lui Bureh au avut avataj asupra forțelor britanice mult mai puternice, dar trupele britanice și războinicii lui Burhe au suferit sute de decese. Bai Bureh în final s-a predat pe 11 noiembrie 1898, pentru a opri distrugerea teritoriului și locuințelor poporului său. Deși guvernul britanic a recomandat indulgența, Cardew a insistat pe trimiterea șefului și a doi aliați în exil pe Coasta de Aur; guvernul său a spânzurat 96 de războinici ai șefului. Lui Bai Bureh i s-a permis să se întoarcă în 1905, când și-a reluat demnitatea de căpetenie a Kasseh.

Podul râului Moa, Sierra Leone. Frații Lisk-Carew, Freetown, Sierra Leone

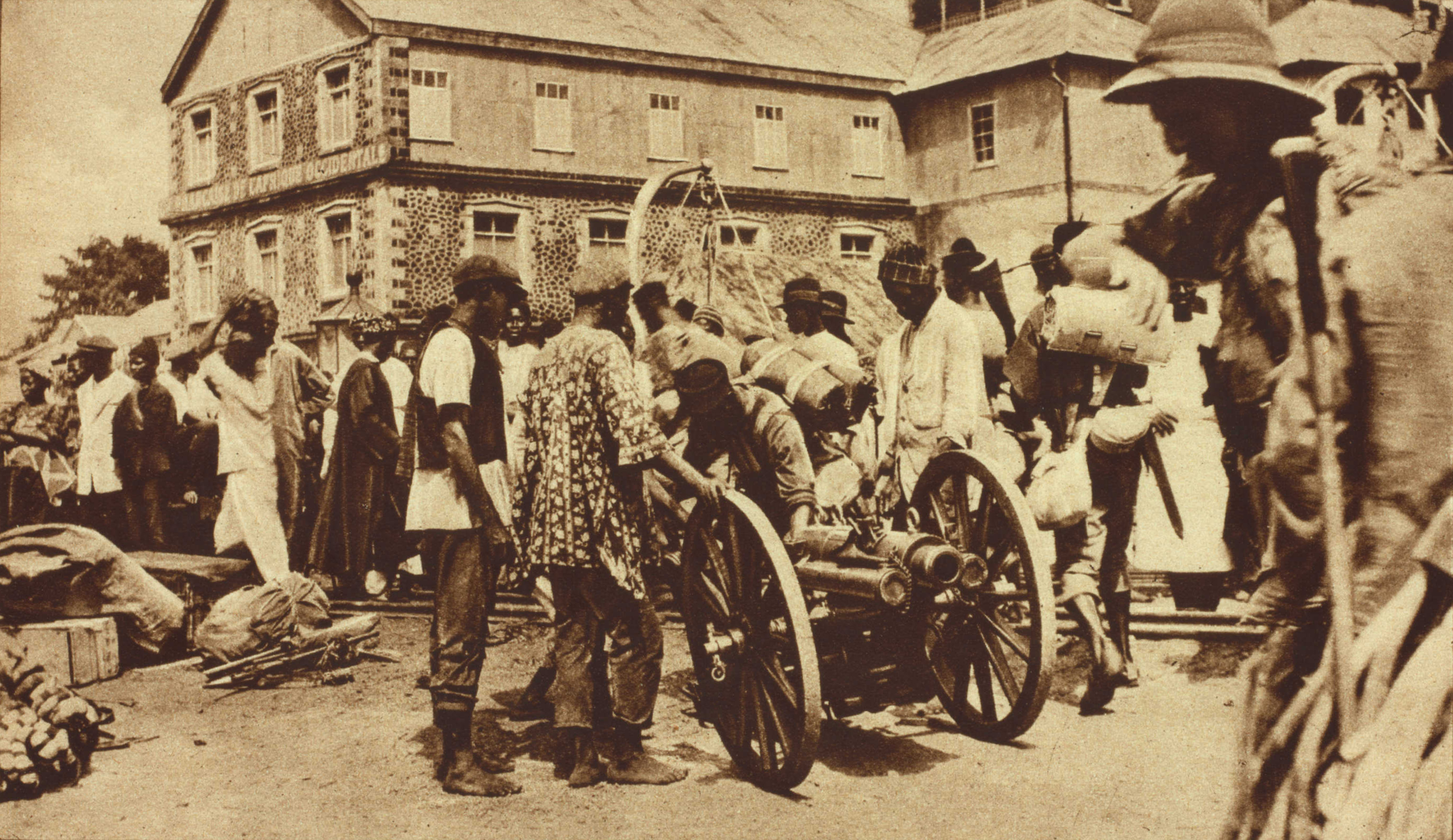
Trupele Campaniei britanice din Africa de Vest în Freetown, 1914–1916. Paragraf publicat: „Forță expediționară britanică pregătindu-se să se îmbarce la Freetown pentru a-i ataca pe camerunezii germani, principalul obiect al atacului fiind portul Duala. Trupele native auxiliare au fost utilizate în mod liber în luptele din Africa.”

Înfrângerea forțelor temne și mende în războiul impozitelor pe colibă a sfârșit rezistența în masă împotirva Protectoratului și a guvernului colonial, dar freamăte intermitente și agitații ale muncitorilor au continuat în timpul guvernării coloniale. Revoltele din 1955 și 1956 au implicat „multe zeci de mii” de sierro-leonezi din protectorat.
Sclavia internă, care a continuat să fie preacticată de elitele africane, a fost abolită în 1928. Un eveniment notabil din 1935 a fost acordarea unui monopol de minerit de minerale către Sierra Leone Selection Trust, condusă de De Beers. Monopolul a fost programat să dureze 98 de ani. Minele de diamante din est și de alte minerale s-au extins, atrăgând muncitori din alte părți ale țării.
În 1924, guvernul Regatului Unit a împărțit Sierra Leone în o Colonie și un Protectorat, cu sisteme politice diferite definite constituțional pentru fiecare. Colonia cuprindea Freetownul și zona sa de coastă; Protectoratul cuprindea zonele de hinterland dominate de căpetenii locale. Ostilitatea dintre cele două entități a escaladat până la o dezbatere aprinsă din 1947, când s-au făcut propuneri de introducere a unui sistem politic unic pentru Colonie și Protectorat. Cele mai multe propuneri au venit de la liderii Protectoratului, a cărui populație de departe era mai numeroasă decât cea a coloniei. Krioii, conduși de Isaac Wallace-Johnson, s-au opus propunerilor, întrucât ar fi putut duce la reducerea puterii politice a krioilor în Colonie.
În 1951, lideri educați ai protectoratului din diferite grupuri, inclusiv Sir Milton Margai, Lamina Sankoh, Siaka Stevens, Mohamed Sanusi Mustapha, John Karefa-Smart, Kande Bureh, Sir Albert Margai, Amadu Wurie și Sir Banja Tejan-Sie s-au unit cu puternicii conducători locali din protectorat pentru a forma Partidul Popular din Sierra Leone sau SLPP ca partid al protectoratului. Conducerea SLPP, condusă de Sir Milton Margai, a negociat cu britanicii și colonia dominată de krioi educați cu baza la Freetown pentru a obține independența.
Datorită politicilor abile ale lui Milton Margai din poporul mende, elita educată a Protectoratului a fost convinsă să-și unească forțele cu conducătorii locali în fața intransigenței etnicilor krio. Mai târziu, Margiai a utilizat aceleași abilități pentru a câștiga de partea sa pe liderii opoziției și elementele moderate ale krio pentru a obține independența de Regatul Unit. În noiembrie 1951, Margai a supravegheat redactara unei noi constituții, care a unit legislativele separate ale Coloniei și Protectoratului și a furnizat un cadru pentru decolonizare. În 1953, Sierrei Leone i s-au acordat puteri ministeriale locale și Margai a fost ales ministru șef al Sierrei Leone. Noua constituție a asigurat Sierrei Leone un sistem parlamentar în cadrul Comunității Națiunilor. În mai 1957, Sierra Leone a avut primele sale alegeri parlamentare. SLPP, care era atunci cel mai popular partid politic din colonia Sierra Leone și era susținut de liderii locali din provincii, a câștigat cele mai mult locuri în Parlament, iar Margai a fost reales ministru șef printr-o majoritate zdrobitoare de voturi.

### Conferința pentru independență din 1960
Pe 20 aprilie 1960, Milton Margai a condus o delegație sierro-leoneză de 24 de membri la conferințele constituționale care erau ținute de guvernul Elisabetei a II-a și secretarul colonial britanic Iain Macleod în timpul negocierilor pentru independență ținute la Londra.
La sfârșitul convorbirilor de la Londra, pe 4 mai 1960, Regatul Unit a fost de acord să acorde independența Sierrei Leone pe 27 aprilie 1961.

### Independența (1961) și administrația Margai (1961–1964)
Pe 27 aprilie 1961, Sir Milton Margai a condus Sierra Leone spre independența de Marea Britanie și a devenit primul prim-ministru al țării. Mii de sierro-leonezi au ieșit în stradă pentrua sărbători. Republica a menținut un sistem parlamentar de guvernare și era membru al Comunității Națiunilor. Liderul principalei forțe de opoziție, Congresul a Tot Poporul (APC), Siaka Stevens, împreună cu  Isaac Wallace-Johnson, alt critic deschis al guvernului SLPP, au fost arestați și plasați sub arest la domiciliu în Freetown, împreună cu alți șaizeci acuzați de perturbarea celebrării independenței.
În mai 1962, Sierra Leone a avut primele alegere generale ca națiune independentă. Partidul Popular din Sierra Leone (SLPP) a câștigat o pluralitate de locuri în parlament și a fost reales ca prim-ministru.
Margai a fost foarte popular printre sierro-leonezi în perioada în care a fost la putere, fiind cunoscut pentru modestia sa. N-a fost corupt și nici n-a făcut etalare din puterea sau statutul său. A pus la bazele guvernării sale supremația dreptului și separarea puterilor, cu instituții politice multipartid și structuri reprezentative foarte viabile. Margai a utilizat ideologia sa conservatoare pentru a conduce Sierra Leone fără multă ceartă. A numit oficiali guvernamentali pentru a reprezenta variate grupuri etnice. Margai a întrebuințat un stil de politică de tip misitie, prin împărțirea puterii politice printre partide politice și grupuri de interese, precum și cu lideri locali puternici în provincie, mulți dintre care erau aliați cheie ai guvernului său.

### Anii finali ai democrației (1964–1967)
După moartea neașteptată a lui Milton Margai în 1964, fratele său după mamă, Sir Albert Margai, a fost numit prim-ministru de parlament. Conducerea lui Sir Albert a fost pentru scurt timp contestată de Ministrul de Externe John Karefa-Smart, care a pus la îndoială succesiunea lui Sir Albert la poziția de lider al SLPP. Karefa-Smart a condus o mică facțiune minoritară proeminentă în cadrul partidului SLPP care se opunea deținerii funcției de prim-ministru de către Albert Margai. Oricum, Kareefa-Smart a eșuat în a primi susținere puternică în cadrul SLPP și al membrilor SLPP care dominau parlamentul în încercarea sa de a-l avea pe Albert Margai dat jos din poziția de lider al SLPP și prim-ministru al țării. Marea majoritate a a membrilor SLPP l-au susținut pe Albert Margai în locul lui Kareefa-Smart. La scurt timp după ce făcut jurământul de prim-ministru, a demis niște funcționari mai vechi care au servit sub guvernul fratelui său mai mare Milton, văzându-i drept o amenințare la adresa administrației sale, aici fiind inclus și Kareefa-Smart.
Sir Albert a adoptat acțiuni tot mai autoritare ca reacție la proteste și a decretat anumite legi împotriva opoziției Congresul a Tot Poporul (APC), în timp ce încerca să stabilească un stat unipartid. Sir Albert s-a opus moștenirii coloniale de a permite puteri executive liderilor locali, mulți dintre care au fost aliați cheie ai fratelui său Sir Milton. În consecință, aceștia au început să-l considere pe Sir Albert o amenințare la adresa caselor conducătoare de la o margine la alta a țării. Margai a numit mulți non-creoli în serviciul civil al țării din Freetown, într-un proces de diversificare generală a serviciului civil din capitală, care era dominat de membri ai grupului etnic creol. Prin urmare, Albert Margai a devenit nepopular în comunitatea creolă, mulți dintre care l-au susținut pe Sir Milton. Margai a fost acuzat de favorizarea a membrilor propriului grup etnic, mende, pe care i-au fi adus în poziții proeminente.
În 1967, răscoalele au izbucinit în Freetown împotriva politicilor lui Margai, ca reacție la faptul că a declarat starea de urgență de-a lungul țării. Sir Albert a fost acuzat de corupție și politica acțiunii afirmative în favoarea propriului grup etnic mende. Deși poseda susținerea completă a forțelor de securitate ale țării, a chemat la alegeri libere și corecte.

### Lovituri de stat militare (1967–1968)
APC, cu liderul său Siaka Stevens, a câtșigat la limită o mică majoritate locuri în Parlament în fața SLPP în urma alegerilor generale din 1967 strâns contestate. Stevens a depus jurământul de prim-ministru pe 21 martie 1967.
În timpul orelor de după preluarea funcției, Stevens a fost dat afară printr-o lovitură de stat militară nesângeroasă condusă de generalul de brigadă David Lansana, comandat al Forțelor Armate ale Sierrei Leone. A fost un aliat apropiat al lui Albert Margai, care l-a numit în funcție în 1964. Lansana l-a plasat pe Stevens sub arest la domiciliu în Freetown și a insistat că stabilirea prim-ministrului trebuie să aștepte alegerea reprezentantilor tribali în casă. După eliberare, Stevens s-a dus în exil în Guinea.
Pe 23 martie 1967, un grup de ofițeri militari din Armata Sierrei Leone conduși de generalul de brigadă Andrew Juxon-Smith au anulat această acțiune printr-o lovitură de stat; au confiscat controlul guvernul, arestându-l pe Lansana și suspendând constituția. Grupul a înființat Consiliul de Reformare al Națiunii (NRC), cu Andrew Juxon-Smith ca lider al acestuia și șef de stat al țării.
Pe 18 aprilie 1968, un grup de soldați de rang inferior din Armata Sierrei Leone care se autodenumeau Mișcarea Revoluționară Anticorupție (ACRM), conduși de generalul de brigadă John Amadu Bangura au răsturnat junta NRC. Junta ACRM a arestat mulți membri seniori ai NRC. Au reinstaurat constituția și i-au întors puterea lui Stevens, care în cele din urmă și-a asumat funcția de prim-ministru.

### Statul unipartid (1968–1991)

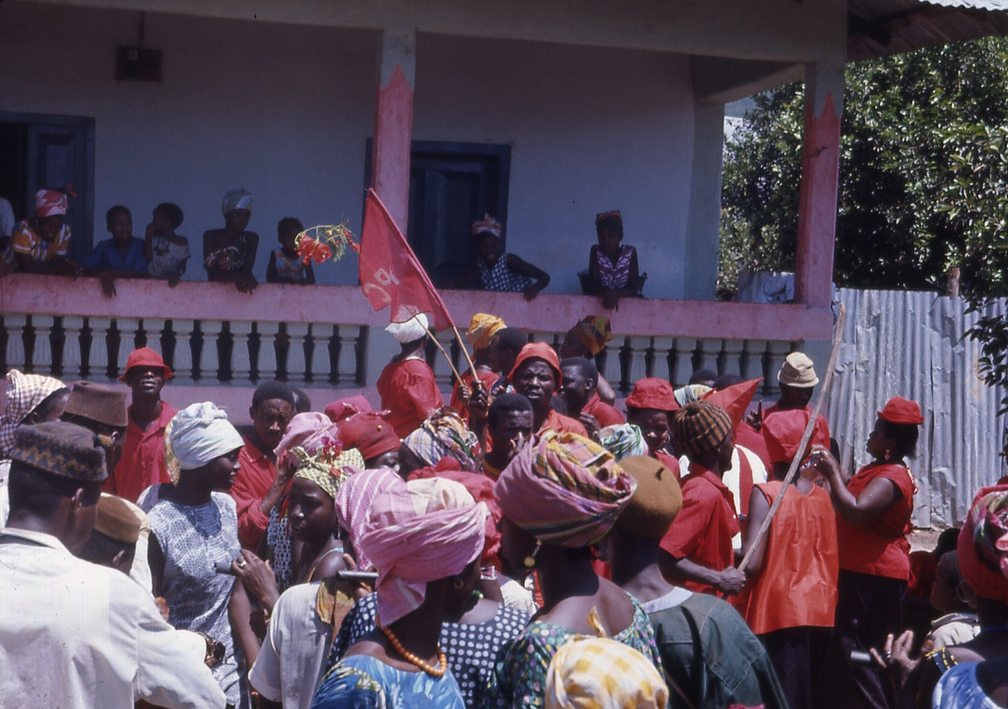
Adunarea politică a APC în orașul nordic Kabala lângă casa susținătorilor rivalului SLPP în 1968

Stevens și-a asumat puterea din nou în 1968 cu multă speranță și ambiție. Multă încredere a fost pusă asupra lui, întrucât a susținut politica multipartid. Stevens a făcut campanie pe o platformă care promova aducerea triburilor împreună sub principii socialiste. În timpul primului deceniu de putere, Stevens a renegociat o parte din ceea ce numea „scheme prefinanțate inutile” contractate de predecesorii săi, atât Albert Margai de la SLPP cât și Juxon-Smith de la NRC. Despre unele dintre aceste politici ale SLPP și NRC s-a spus că au lăsat țara într-o stare economică cu lipsuri serioase.
Stevens a reorganizat rafinăria de petrol, hotelul Cape Sierra deținut de guvern și o fabrică de ciment. A anulat construcția de către Juxon-Smith a unei biserici și unei moschei pe bazele Parcului Victoria (începând cu mijlocul lui 2017 Parcul de Amuzament Freetown). Stevens a început eforturi care mai târziu vor trece peste distanța dintre provincii și oraș. Drumuri și spitale au fost construit în provincii, iar șefii locali și popoarele provinciale au devenit o forță proeminentă în Freetown.
Sub presiunea unor încercări de lovitură de stat, reale sau percepute, conducerea lui Stevens a devenit din ce în ce mai autoritară, iar relația sa unii dintre suporterii săi ardenți s-a deteriorat. A eliminat partidul SLPP din politica competitivă și alegerile generale, unii au crezut, prin utilizarea violenței și intimidării. Pentru a menține susținerea armatei, Stevens l-a păstrat pe popularul John Amadu Bangura ca șef al Forțelor Armate ale Sierrei Leone.
După întoarcerea la conducerea civilă, alegeri suplimentare au avut loc (începând cu toamna lui 1968) și a fost format un cabinet format exclusiv din membri APC. Liniștea n-a fost complet restaurată. În noiembrie 1968, tulburările din provincii l-au făcut pe Stevens să declare stare de urgență de-a lungul țării. Mulți funcționari seniori din Armata Sierrei Leone erau foarte dezamăgiți de politicile lui Stevens și manipularea Armatei Sierrei Leone, dar nici unul nu l-a putut confrunta pe Stevens. Brigadierul General Bangura, care l-a reinstaurat pe Stevens ca prim-ministru, era pe larg considerat singurul care l-ar putea controla pe Stevens. Armata era devotată lui Bangura și aceasta îl făcea potențial periculos pentru Stevens. În ianuarie 1970, Bangura a fost arestat și acuzat de conspirație și urzire a unei lovituri de stat împotriva guvernului Stevens. După un proces care a durat câteva luni, Bangura a fost condamnat la moarte. Pe 29 martie 1970, brigadierul Bangura a fost executat prin spânzurare în Freetown.
După execuția lui Bangura, un grup de soldați loiali brigadierului executat au făcut o rebeliune deschisă în capitala Freetown și în alte părți ale țării împotriva guvernului Stevens. Mulțimi de soldați au fost arestați și condamnați de o curte marțială din Freetown pentru participare la rebeliune împotriva președintelui Stevens. Printre soldații arestați a fost puțin cunoscutul caporal militar Foday Sankoh, un susținător puternic al lui Bangura. Caporalul Sankoh a fost condamnat și închis pentru șapte ani la închisoarea Pademba Road din Freetown.
În aprilie 1971, a fost adoptată o nouă constituție republicană sub care Stevens a devenit președinte. La alegerile suplimentare din 1972, opoziția SLPP s-a plâns de intimidare și obstrucție procedurală din partea APC și miliției. Aceste probleme au devenit atât de severe încât SLPP a boicotat alegerile generale din 1973; ca urmare, APC a câștigat 84 din 85 locuri alese.
Un pretins complot de răsturnare a președintelui Stevens a eșuat în 1974, iar liderii săi au fost executați. Pe la mijlocul lui 1974, soldații guinezi, solicitați de Stevens, se aflau în țară pentru a-l ajuta la menținerea puterii, mai ales că Stevens era un aliat apropiat al președintelui Guineii, Ahmed Sekou Toure. În martie 1976, Stevens a fost ales fără opoziție pentru un al doilea mandat de cinci ani de președinte. Pe 19 iulie 1975, 14 funcționari seniori militari și guvernamentali inclusiv David Lansana, fostul ministru plin Mohamed Sorie Forna (tatăl scriitorului Aminatta Forna), generalul de brigadă Ibrahim Bash Taqi și locotenentul Habib Lansana Kamara au fost executați după ce au fost acuzați că ar fi încercat să dea o lovitură de stat pentru a răsturna guvernul președintelui Stevens.
În 1977, o demonstrație studențească de nivel național împotriva guvernului a sfărâmat politica Sierrei Leone. Demonstrația a fost rapid înăbușită de armată și Divizia de Securitate Specială personală a lui Stevens (SSD), o formă paramilitară bine înarmată pe care a creat-o pentru a se proteja și a se menține la putere. Oficialii SSD erau foarte loiali lui Stevens și erau desfășurați de-a lungul Sierrei Leone pentru a înăbuși orice rebeliune sau protest împotriva guvernului Stevens. Noi alegeri generale au fost convocate mai târziu în același an în care corupația era din nou endemică; APC a câștigat 74 de locuri, iar SLPP 15. În 1978, parlamentul dominat de APC a aprobat o nouă constituție care a făcut țara un stat unipartid. Constituția din 1978 a făcut din APC unicul partid politic legal din Sierra Leone. Această mișcare a dus la alte demonstrații majore împotriva guvernului în multe părți ale țării, dar din nou a fost înăbușită de armată și forțele SSD ale lui Stevens.
Stevens este în general criticat pentru metode dictatoriale și corupție guvernamentală, dar într-o notă pozitivă, a păstrat țara stabilă și departe de a cădea într-un război civil. A construit niște instituții guvernamentale care sunt încă în uz astăzi. Stevens de asemenea a redus polarizarea etnică din guvern prin încorporarea de membri din variate grupurie etnice în guvernul său dominat complet de APC.
Siaka Stevens s-a retras din politică în noiembrie 1985 după ce a fost la putere timp de optsprezece ani. APC a numit un nou candidat prezidențial care să-i succeadă lui Stevens la ultima lor conferință de delegați care a avut loc la Freetown în noiembrie 1985. A fost generalul-maior Joseph Saidu Momoh, șeful Forțelor Armate ale Republicii Sierra Leone și propria alegere de succesiune a lui Stevens. Ca șef al Forțelor Armate ale Sierrei Leone, general-maiorul Momoh a fost foarte loial lui Stevens, care l-a desemnat în poziție. Asemenea lui Stevens, Momoh a fost de asemenea membru al grupului etnic limba.
Momoh a fost ales președinte ca candidat unic, fără vreo opoziție, și a depus de al doilea președinte al Sierrei Leone pe 28 noiembrie 1985 la Freetown. Alegeri parlamentare unipartide între membrii APC au avut loc în mai 1986. Președintele Momoh l-a desemnat pe fostul său coleg militar și aliat cheie, generalul-maior Mohamed Tarawalie ca succesor al său în funcția de șef al Armatei Sierrei Leone. Generalul-maior Tarawalie a fost de asemenea un puternic loialist și susținător cheie al președintelui Momoh. Președintele Momoh l-a numit pe James Bambay Kamara ca șef al Poliției Sierrei Leone. Bambay Kamara a fost un loialist cheie și susținător puternic al președintelui Momoh. Momoh s-a desprins de fostul președinte Siaka Stevens prin integrarea puternicei SSD în Poliția Sierrei Leone ca forță paramilitară specială a acesteia. Sub președintele Stevens, SSD fusese o puternică forță personală utilizată pentru a se menține la putere, indepedentă de Armata și Poliția Sierrei Leone. Sub conducerea lui Bambay Kamara, Poliția Sierrei Leone a fost acuzată de violență fizică, arestări și intimidări ale criticilor guvernului președintelui Momoh.
Legăturile puternice ale președintelui Momoh cu armata și atacurile sale verbale cu privire la corupție i-au acordat susținerea de care avea mare nevoie din partea sierro-leonezilor. Întrucât lipseau noi fețe din noul cabinet APC condus de președintele Monoh și s-au reîntors multe fețe vechi din guvernul Stevens, au apărut în scurt timp critici că Momoh pur și simplu perpetuează conducerea lui Stevens.
Următorii câțiva ani ai administrației Momoh s-au caracterizat prin corupție, pe care Momoh a potolit-o prin concedierea unor miniștri. Pentru a-și formaliza războiul împotriva corupției, președintele Momoh a anunțat un „Cod de conduită pentru liderii politici și funcționarii publici”. După o pretinsă încercare de a-l răsturna pe președintele Momoh în martie 1987, peste 60 de funcținoari guvernamentali seniori au fost arestați, inclusiv vice-președintele Francis Minah, care a fost scos din funcție, acuzat de încercare de lovitură de stag și executat prin spânzurare în 1989 împreună cu alți 5.

### Războiul civil din Sierra Leone (1991–2002)

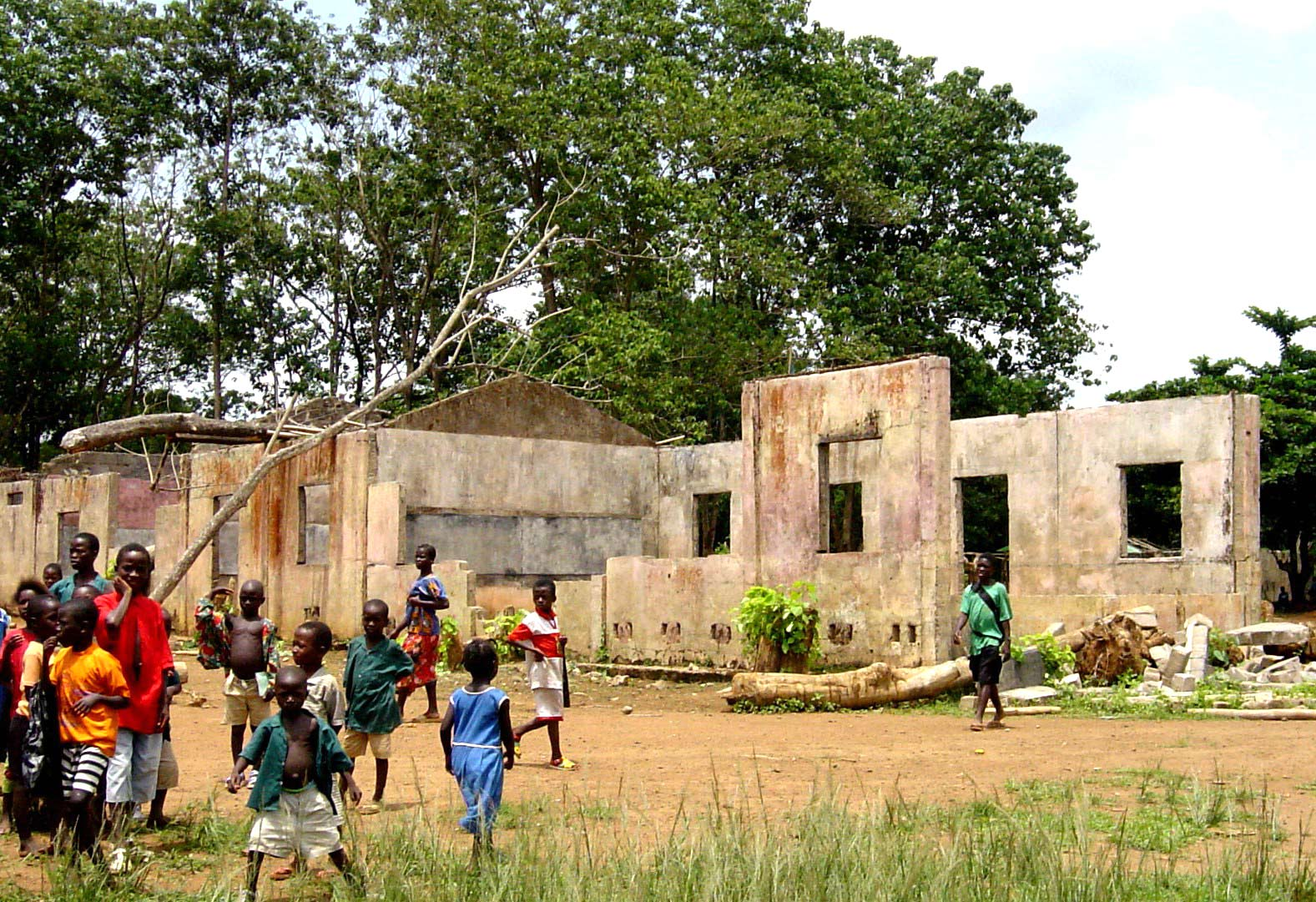
Școală din Koindu distrusă în timpul războiului civil; în total, 1,270 școli primare au fost distruse în război.

În octombrie 1990, din cauza presiunii crescând atât din interiorul cât și din exteriorul țării pentru reforme politice și economice, președintele Momoh a înființat o comisie de analiză constituțională care să evalueze constituția unipartidă din 1978. Bazându-se pe recomandări comisiei, o constituție care restabilea sistemul multi-partid a fost aprobată de Parlamentul format exclusiv din reprezentanți APC printr-o majoritate de 60% din voturi, intrând în uz pe 1 octombrie 1991. A existat multă suspiciune că președintele Momoh n-a fost serios în privința promisiunii sale de reformare politică, întrucât administrația APC a continuat să fie tot mai marcată de abuzuri de putere.
Războiul civil brutal care avea loc în Liberia vecină a jucat un rol semnificativ în izbucnirea luptelor în Sierra Leone. Charles Taylor – pe atunci lider al Frontului Național Patriotic din Liberia – pare-se că a ajutat la formarea Frontului Revoluționar Unit (RUF) sub comanda fostului caporal sierro-leonez Foday Saybana Sankoh, un etnic temne din districtul Tonkolili din nordul Sierrei Leone. Sankoh a fost un fost caporal militar antrenat în Marea Britanie care de asemenea a urmat un antrenament de gherilă în Libya. Scopul urmărit de Taylor a fost ca RUF să atace bazele trupelor nigeriene dominante de menținere a păcii nigeriene din Sierra Leone care se opuneau mișcării sale rebele din Liberia.
Pe 29 aprilie 1992, un grup de tineri soldați din Armata Sierrei Leone, conduși de șapte funcționari militari — locotenentul Sahr Sandy, căpitanul Valentine Strasser, sergentul Solomon Musa, căpitanul Komba Mondeh, locotenentul Tom Nyuma, căpitanul Julius Maada Bio și căpitanul Komba Kambo— au lansat o lovitură de stat militară care l-a trimis pe președintele Momoh în exil Guinea, iar tinerii soldații au înființat Consiliul Național Provizoriu de Conducere (NPRC), cu căpitanul în vârstă de 25 de ani Valentine Strasser ca șef al acestuia și șef de stat a țării.
Sergentul Solomon Musa, prieten din copilărie al lui Strasser, a devenit șef adjunct al guvernului juntei NRPC. Strasser a devenit cel mai tânăr șef de stat din lume când a preluat puterea la doar trei zile după a 25-a aniversare a sa. Junta NPRC a stabilit Consiliul Suprem Național al Statului ca cea mai înaltă comandă militară și autoritate finală în toate privințele; a fost exclusiv constituit din soldații NPRC cu cele mai înalte randuri, inclusiv Stresser însuși și soldații care l-au răsturnat pe președintele Momoh.
Unul dintre soldații cu rangul cel mai înalt din junta NPRC, locotenentul Sahr Sandy, un aliat de încredere al lui Strasser, a fost asasinat, pare-se de maiorul S.I.M. Turay, un loialist cheie al răsturnatului președinte Momoh. O vânătoare militară puternic înarmată a avut în loc de-a lungul țării pentru a-l găsi pe ucigașul locotenentului Sandy. Oricum, suspectul principal, maiorul S.I.M Turay, s-a ascuns și a fugit în Guinea, temându-se pentru viața sa. O mulțime de soldați loiali fostului președinte Momoh au fost arestați, inclusiv colonelul Kahota M. Dumbuya și maiorul Yayah Turay. Locotenentului Sandy i s-au făcut funeralii de stat, iar servicii de rugăciuni funerare de la catedrala din Freetown au fost frecventate de mulți soldați cu rang înalt din junta NPRC, inclusiv Strasser însuși și liderul adjunct al NPRC sergentul Solomon Musa.
Junta NPRC imediat a suspendat constituția, a interzis toate partidele politice, a limitat libertatea de exprimare și libertatea presei și a decretat o politică a guvernării prin decret, unde soldații au primit politici nelimitate de reținere administrativă fără acuzație sau proces, iar contestările unor asemenea arestări la tribunal erau excluse.
Junta NPRC a păstrat relații cu Comunitatea Economică a Statelor Vest-Africane (ECOWAS) și a întărit susținerea pentru trupele ECOMOG cu baza în Sierra Leone care luptau în Liberia. Pe 28 decembrie 1992, o pretinsă lovitură de stat împotriva guvernului NPRC al lui Strasser, ce urmărează să-i elibereze pe deținuții colonelul Yahya Kanu, colonelul Kahota M.S. Dumbuya și fostul inspector general al poliției Bambay Kamara, a fost dejucată. Anumiți funcționari militari juniori conducși de sergentul Mohamed Lamin Bangura au fost indentificați ca fiind în spatele încercării de lovitură de stat. Încercarea de lovitură de stat a dus la execuția de către un pluton de execuție a șaptezeci de soldați din Armata Sierrei Leone inclusiv colonelul Kahota M Dumbuya, maiorul Yayah Kanu și sergentul Mohamed Lamin Bangura. Diferiți membri de seamă ai guvernului Momoh care se aflau în detenție la închisoarea Pa Demba Road prison, inclusiv fostul general de poliție Bambay Kamara, au fost de asemenea executați.
Pe 5 iulie 1994, liderul adjunct al NPRC, sergentul Solomon Musa, care a fost foarte popular în rândul populației generale, mai ales în Freetown, a fost arestat și trimis în exil după ce a fost acuzat că planificare a unei lovituri de stat pentru răsturnarea lui Strasser, acuzație pe care sergentul Musa a negat-o. Strasser l-a înlocuit pe Musa în funcția de șef adjunct al NPRC cu căpitanul Julius Maada Bio, care a fost imediat promovat de Strasser în rangul de brigadier.
NPRC s-a dovedit aproape la fel de ineficientă ca guvernul APC condus de Momoh în combaterea RUF. Din ce în ce mai mult țara a cădea în mâinile luptătorilor RUF, iar prin 1994 aceștia dețineau mult din Provincia Estică bogată în diamante și erau la marginea Freetownului. Ca reacție, NPRC a angajat câteva sute de mercenari de la firma privată Executive Outcomes. În cadrul unei luni, aceștia i-au condus pe luptătorii RUF înapoi la enclavele aflate de-a lungul hotarelor Sierrei Leone și au înlăturat RUF din zonele producătoare de diamante din  Sierra Leone.
Din cauză că doi cei mai seniori aliați și comandanți din NPRC, locotenentul Sahr Sandy și locotenentul Solomon Musa nu mai erau în jur să-l apere, conducerea lui Strasser în cadrul Consiliului Suprem de Stat al NPRC nu era considerată mult mai puternică. Pe 16 ianuarie 1996, după aproximativ patru ani de putere, Strasser a fost arestat printr-o lovitură de stat la palat la sediile apărării din Freetown de colegii săi din NPRC. Strasser a fost imediat trimis în exil printr-un elicopter militar la Conakry, Guinea.
În prima sa declarație publică prin radio către națiune ce a urmat loviturii de stat din 1996, brigadierul Bio și-a afirmat susținerea pentru reîntoarcerea Sierrei Leone la un guvern civil ales democratic și a susținut că angajamentul de a termina războiul civil au fost motivațiile sale pentru lovitura de stat. Promisiunile de întoarecere la conducerea civilă au fost îndeplinite de Bio, care a înmânat puterea lui Ahmad Tejan Kabbah, de la Partidul Popular din Sierra Leone (SLPP), după încheierea alegerilor de la începutul lui 1996. Președintele Kabbah a preluat puterea cu marea promisiune de a sfârși războiul civil. Președintele Kabbah a deschis dialogul cu RUF și l-a invitat pe liderul RUF Foday Sankoh la negocieri pentru pace.
Pe 25 mai 1997, șaptezeci de soldați din armata Sierrei Leone conduși de caporalul Tamba Gborie, loial general-maiorului deținut Johnny Paul Koroma, a lansat o lovitură de stat militară care l-a trimis pe președintele Kabbah în exil în Guinea, iar apoi au înființat Consiliul Revoluționar al Forțelor Armate (AFRC). Caporalul Gborie s-a dus rapid la sediul SLBS FM 99.9 din Freetown pentru a anunțat lovitura de stat unei națiuni șocate și a-i alerta pe toți soldații din țară să raporteze datoria de gardă. Soldații imediat l-au eliberat pe Koroma din închisoare și l-au instalat ca lider al lor și șef al statului.
Koroma a suspendat constituția, a interzis demonstrațiile, a închis toate stațiile de radio private din țară și a invitat RUF să se alăture guvernului juntei, cu liderul său Foday Sankoh ca vice-șef al noii coaliții guvernamentale de juntă AFRC-RUF. În următoarele zile, Freetown a fost copleșit de prezența combatnaților RUF care au venit în oraș cu miiile. Kamajorii, un grup de luptători tradiționali cei mai mulți din grupul etnic mende aflați sub comanda Ministrului adjunct al Apărăriia Samuel Hinga Norman, au rămas loiali președintelui Kabbah și au apărat partea sudică a Sierrei Leone de soldați.

### Guvernul Kabbah și sfârșitul războiului civil (2002-2014)
După ce a fost nouă luni în funcție, junta a fost răsturnată de forțele ECOMOG conduse de Nigeria, iar guvernul ales democratic al președintelui Kabbah a fost restabilit în februarie 1998. Pe 19 octombrie 1998, 24 de soldați din armata Sierrei Leone au fost executați de plutonul de execuție după ce au fost condamnați de curtea marțială în Freetown, unii pentru orchestrarea loviturii de stat din 1997 care l-a răsturnat pe președintele Kabbah, iar alții pentru eșecul de a înversa efectele rebeliunii deschise.
În octombrie 1999, Națiunile UNite au fost de acord să trimite pacificatori pentru a restaura ordinea și a-i dezarma pe rebeli. Prima forță de 6,000 de oameni au început să vină în decembrie, iar Consiliul de Securitate al ONU a votat în februarie 2000 să crească forța la 11,000, iar mai târziu la 13,000. Dar în mai, când aproape toate forțele nigeriene au plecat și forțele ONU încercau să dezarmeze RUF în estul Sierrei Leone, forțele lui Sankoh s-au ciocnit cu trupele ONU, și cam 500 de pacificatori au fost luați ostatici întrucât acordul de pace efectiv a căzut. Criza ostaticilor a rezultat în mai multe lupte între RUF și guvern întrucât trupele ONU au lansat Operațiunea Khulri pentru a sfârși asediul. Operațiunea a avut succes, Forțele Speciale indiene și britanice fiind princpalele contingente.
Situația din țară s-a deteriorat în așa măsură încât trupele britanice au fost desfășurate în Operațiunea Palliser, inițial pur și simplu pentru a-i evacua pe cetățenii străini. Oricum, britanicii au depășit mandatul original, și au intrat în acțiune militară de deplină pentru ca în final să-i înfrângă pe rebeli și să restaureze ordinea. Britanicii au fost catalizatorul și încetarea focului care a sfârșit războiul civil. Elemente ale Armatei Britanice, împreună cu adiministratorii și politicienii, au rămas în Sierra Leone până azi, ajutând la antrenarea forțelor armate, dezvoltând infrastructura țării și administrând ajutorul financiar și material. Tony Blair, prim-ministrul Britaniei la timpul intervenției britanice, este văzut ca un erou al poporului Sierrei Leone, mulți dintre care sunt doritori pentru o mai multă implicare britanică. Sierro-leonezii au fost descriși ca „cel mai rezilient popor al lumii”.
Între 1991 și 2001, aproximativ 50,000 de oameni au fost uciși în războiul civil din Sierra Leone. Sute de mii de persoane au fost scoase cu forța din casele lor și au devenit refugiați în Guinea și Liberia. În 2001, forțele ONU au intrat în zonele deținute de rebeli și au început să-i dezarmeze pe soldații rebeli. Prin ianuarie 2002, războiul a fost declart terminat. În mai 2002, Kabbah a fost reales președinte cu o majoritate zdrobitoare de voturi. Prin 2004, procesul de dezarmare era complet. De asemenea, în 2004, curtea sprijinită de ONU pentru crime de război a început să facă procese ale liderilor senior din ambele tabere ale războiului. În decembrie 2005, forțele de pacificare a ONU au plecat din Sierra Leone.
În august 2007, Sierra Leone a avut alegeri prezidențiale și parlamentare. Oricum, nici un candidat prezidențial n-a obținut 50% plus un vot cerute de constituție pentru victorie în prima rundă de votare. Alte algeri au avut lor în septembrie 2007, iar Ernest Bai Koroma, candidatul APC, principalul partid de opoziție, a fost ales președinte. Koroma a fost reales președinte pentru al doilea (și ultimul) mandat în noiembrie 2012.

### Confruntarea cu epidemia (2014–2016)
În 2014, un virus epidemic Ebola a început să e manifeste în Sierra Leone și a avut un impact răspândit în țară, forțând Sierra Leone să declare stare de urgență. Spre sfârșitul lui 2014, erau aproape 3000 de decese și 10 mii de cazuri de boală în Sierra Leone. Epidemia de asemenea a dus la o stare de carantină de trei zile în septembrie 2014. Epidemia s-a manifestat ca parte a epidemiei virsului Ebola din Africa de Vest. La începutul lui august 2014, Sierra Leone a anulat meciurile ligii de fotbal din cauza epidemiei Ebola. Pe 16 martie 2016, Organizația Mondială a Sănătății a declarat Sierra Leone liberă de Ebola.

### Alunecările de teren din 14 august 2017
Mai multe alunecări de teren au avut loc în jurul orei 6:30 AM pe 14 august 2017 în și lângă capitala Freetown.

### Alegerile generale din 2018
În 2018, Sierra Leone a avut alegeri generale. Alegerile prezidențiale, la care nici un candidat n-a obținut pragul cerut de 55%, au fost urmate de a doua rundă de vot, la care Julius Maada Bio a obținut 51% din voturi.

## Geografie și climă

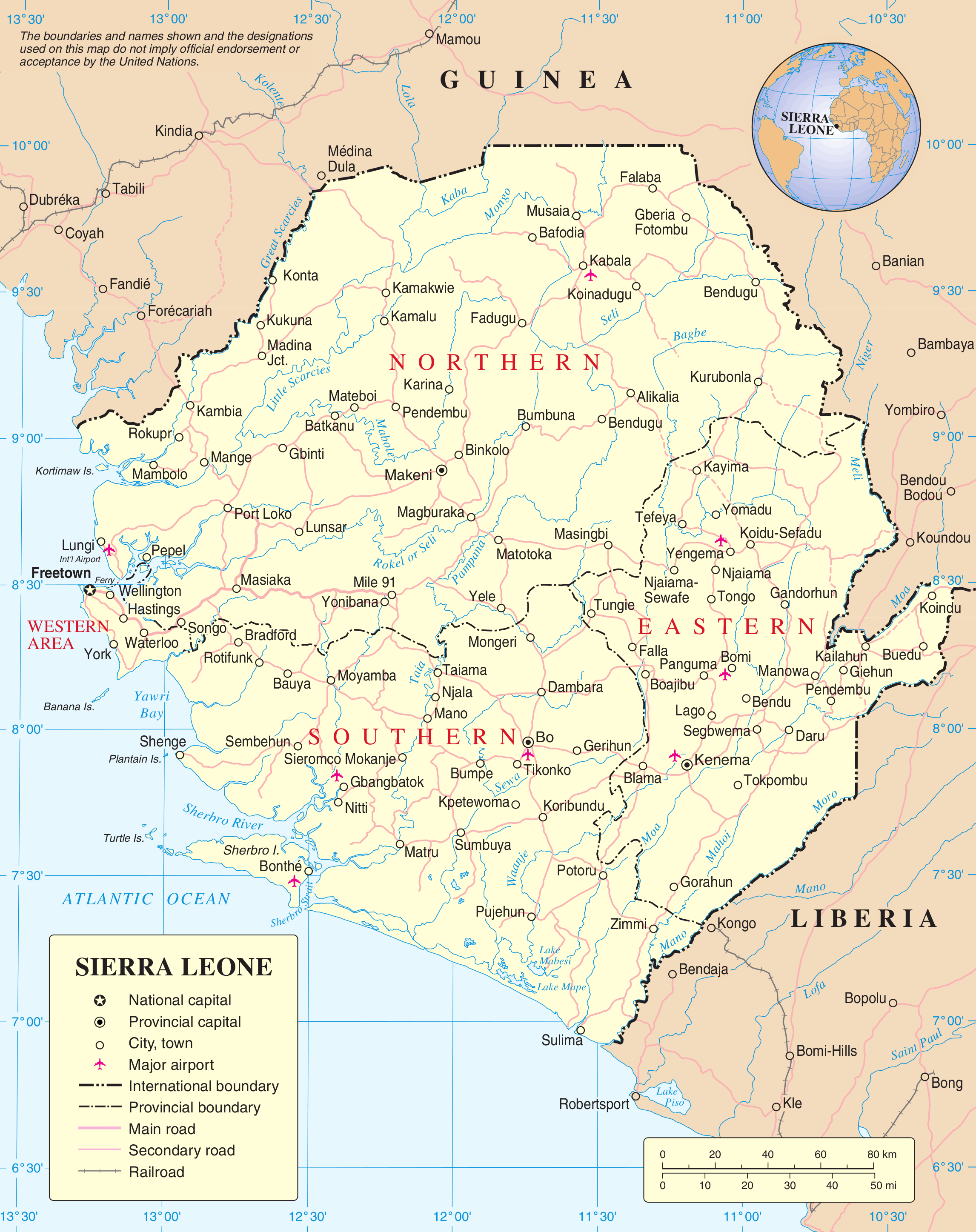

Harta Sierrei Leone după clasficarea climatologică Köppen

Sierra Leone este localizată pe coasta de sud-vest a Africii de Vest, situându-se în cea mai mare parte între latitudinile 7° și 10°N și longitudinile 10° și 14°W. Țara are hotar cu Guinea la nord și est, Liberia la sud-est și Oceanul Atlantic la vest și sud-vest.
Sierra Leone are o suprafață totală de 71.740 km2 (27.699 mi2), compusă din zona terestră de 71.620 km2 (27.653 mi2) și maritimă de 120 km2 (46 mi2). Țara are patru regiuni geografice distincte. În estul Sierrei Leone, podișul este amestecat cu munți înalți, dintre care Muntele Bintumani atinge 1.948 m (6.391 ft), cel mai înalt punct al țării. Partea superioară a bazinului hidrografic al râului Moa se află în sudul regiunii.
Centrul țării este o regiune de câmpii joase, ce conțin păduri, arbuști și terenuri cultivate, care ocupă aproximativ 43% din zona terestră a Sierrei Leone. Secțiunea nordică a acesteia a fost categorisită de World Wildlife Fund ca parte a ecoregiunii mozaicul de pădure-savană guineană, în timp ce sudul este constituit din câmpii cu păduri tropicale și terenuri cultivate.
În vest, Sierra Leone are cam 400 km (249 mi) de litoral atlantic, care îi dau resurse marine bogate și potențial turistic bogat. Coasta are suprafețe cu mlanștini de mangrove guineene. Capitala națională Freetown este situată de peninsula de coastă, aflată lângă portul Sierrei Leone, al treilea cel mai mare port natural din lume.
Climatul este tropical, cu două anotimpuri care determină ciclul agricol: anotimpul ploios, din mai până în noiembrie, și anotimpul uscat, din decembrie până în mai, care include harmattanul, când este rece, vânturi uscate care suflă în Deșertul Sahara, iar temperatura în timpul nopții poate scădea până la 16 °C (60,8 °F). Temperatura medie este de 26 °C (78,8 °F) și variază de la 26 la 36 °C (78,8 la 96,8 °F) în timpul anului.

### Mediu
Activități umane despre care se spune că sunt responsabile sau contribuie la degradarea pământului în Sierra Leone sunt utilizarea agricolă nesustenabilă a pământului, practici sărace de management a solului și apei, despădurirea, înlăturarea vegetației naturale, utilizarea lemnului ca combustibil și într-o mai mică măsură excesul de pășunat și urbanizarea.
Despădurirea, atât pentru cheresteauă comercială cât și pentru a face loc agriculturii, constituie o grijă majoră și reprezintă o pierdere enormă a bogăției economice naturale a națiunii. Mineritul și tăierea și arderea pentru conversiunea pământului - precum pentru pășunatul bovinelor - au diminuat mult teritoriul împădurit din Sierra Leone începând cu anii 1980. Este enumerată printre țările care prezintă îngrijorări legate de emisiuni, având acoperire slabă de păduri și rate înalte de despădurire.
Există îngrijorări că tăierea copacilor pentru cherestea continuă în Rezervația Pădurea Tama-Tokoli din nord. Tăietorii și-au extins operațiunile în Nimini, districtul Kono, Provincia de Est; Jui, Districtul Rural Occidental, Zona Occidentală; Parcul Național Munții Loma, Koinadougu, Provincia Nordică; și au planuri de a începe operațiuni în rezervația Pădurea Kambui din districtul Kenema, Provincia de Est.
Pescuitul excesiv este de asemenea o problemă în Sierra Leone.
Degradarea habitatului câinelui sălbatic african, Lycaon pictus, a crescut, astfel încât se apreciază că acest canide a fost extirpat din Sierra Leone.
Până în 2002, Sierrei Leone îi lipsea un sistem de management al pădurilor din cauza războiului civil care a cauzat mii de morți. Ratele de despădurire au crescut cu 7.3% de la sfârșitul războiului civil. Pe hârtie, 55 de zone protejate acopereau 4.5% din Sierra Leone în 2003. Țara are 2,090 de specii cunoscute de plante înalte, 147 mamifere, 626 păsări, 67 reptile, 35 amfibieni și 99 specii de pește.
Environmental Justice Foundation s-a documentat despre cum număr de vase de pescuit ilegal din Sierra Leone s-a multiplicat în ultimii ani. Cantitatea de pescuit ilegal a epuizat semnificativ stocurile de pește, deprivând comunitățile locale de pescuit de o importantă sursă de supraviețuire. Situația este destul de serioasă întrucât pescuitul furnizează singura sursă de venit pentru multe comunități într-o țară care încă se recuperează după un deceniu de război civil.
În iunie 2005, Royal Society for the Protection of Birds (RSPB) și BirdLife International au fost de acord să susțină un proiect de dezvoltare sustenabilă a conservării în Pădurea Gola din sud-estul Sierrei Leone, un important fragment supraviețuitor de pădure tropicală în Sierra Leone.

## Guvern și politică

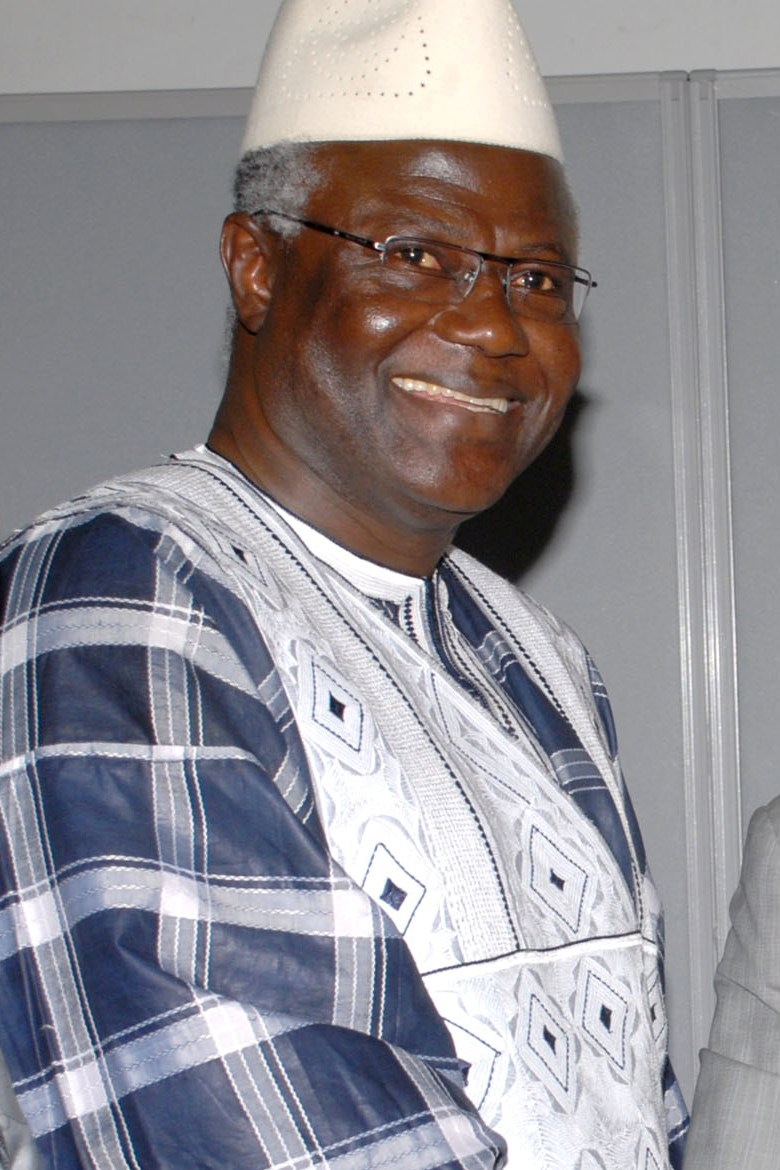
Ernest Bai Koroma, fost președinte al Sierrei Leone

Sierra Leone este o republică constituțională cu președinte ales direct și legislativ unicameral. Actualul sistem de guvernământ al Sierrei Leone are la bază Constituția din 1991. Sierra Leone are un guvern central unitar dominant și un guvern local slab. Ramura executivă a guvernului Sierrei Leone, condus de președintele Sierrei Leone, are puteri și influențe largi. Președintele este cel mai puternic funcționar guvernamental din Sierra Leone.
În cadrul limitelor Constituției din 1991, puterile legislative supreme sunt învestite în Parlament, care este corpul de facere a legilor națiunii. Autoritatea supremă executivă este în mâinile președintelui și membrilor cabinetului său.
Președintele este șef al statului, șef al guvernului și comandant suprem al Forțelor Armate ale Sierrei Leone. Președintele numește și conduce cabinetul de miniștri, care trebuie aprobat de Parlament. Președintele este ales prin vot popular pentru maxim două mandate de câte cinci ani. Președintele este cea mai înaltă și mai influentă poziție din guvernul Sierrei Leone.
Pentru a fi ales președinte al Sierrei Leone, un candidat trebuie să obțină cel puțin 55% din voturi. Dacă nici un candidat nu obține 55%, are loc un al doilea tur de scrutin între candidații de pe primele două locuri.
Actualul președinte al Sierrei Leone este fostul lider al juntei militare Julius Maada Bio. Bio l-a înfrânt pe Samura Kamara al Congresul a Tot Poporul aflat la putere, la strâns contestatele alegeri prezidențiale din 2018. Bio l-a înlocuit pe președintele în exercițiu Ernest Bai Koroma. Bio este liderul
Partidului Popular din Sierra Leone, actualul partid conducător din Sierra Leone.
Alături de președinte este vice-președintele, care este al doilea cel mai înalt funcționar guvernamental în ramura executivă a guvernului Sierrei Leone. Potrivit Constituției, vice-președintele devine președintele Sierrei Leone în urma decesului, demisiei sau înlăturării președintelui.

### Parlament

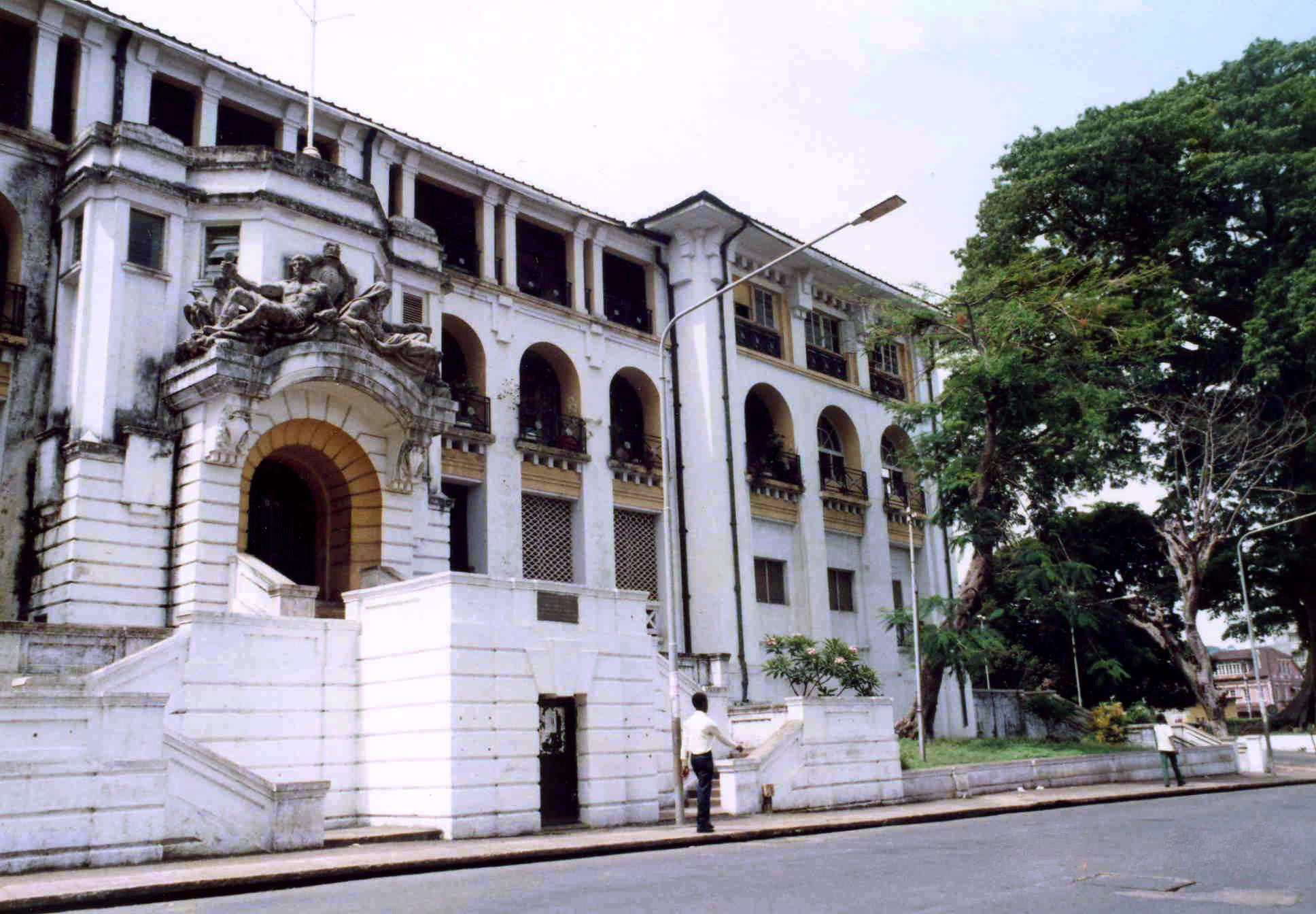
Curtea Supremă a Sierrei Leone din capitala Freetown, cea mai înaltă și mai puternică curte din țară

Parlamentul Sierrei Leone este unicameral, cu 124 de lcouri. Fiecare din cele paisprezece districte ale țării este reprezentat de parlament. 112 membri sunt aleși concomitent cu alegerile prezidențiale; celelalte 12 locuri sunt ocupate de liderii supremi locali din fiecare din cele 12 districte administrative. Parlamentul Sierrei Leone este condus de președintele Parlamentului, care este liderul Parlamentului și este ales direct de membrii acestuia.
De la obținerea independenței în 1961, politica Sierrei Leone a fost dominată de două partide politice majore: SLPP și APC. Alte partide politice minore au existat, dar fără susținere semnificativă.

### Judiciar
Puterea judiciară în Sierra Leone îl are drept cap de președintele Curții Supreme. Curtea Supremă este cea mai înaltă curte din țară și așadar autoritatea ei nu poate fi contestată. Alte curți sunt Curtea Înaltă de Justiție, Curtea de Apel, curțile magistraților și curțile tradiționale din satele rurale. Președintele numește și parlamentul aprobă judecătorii pentru cele trei curți. Puterea judiciară are autoritate în toate problemele civile și penale din țară. Actualul preșdinte al Curții Supreme din Sierra Leon esteValicious Thomas.

### Relații externe

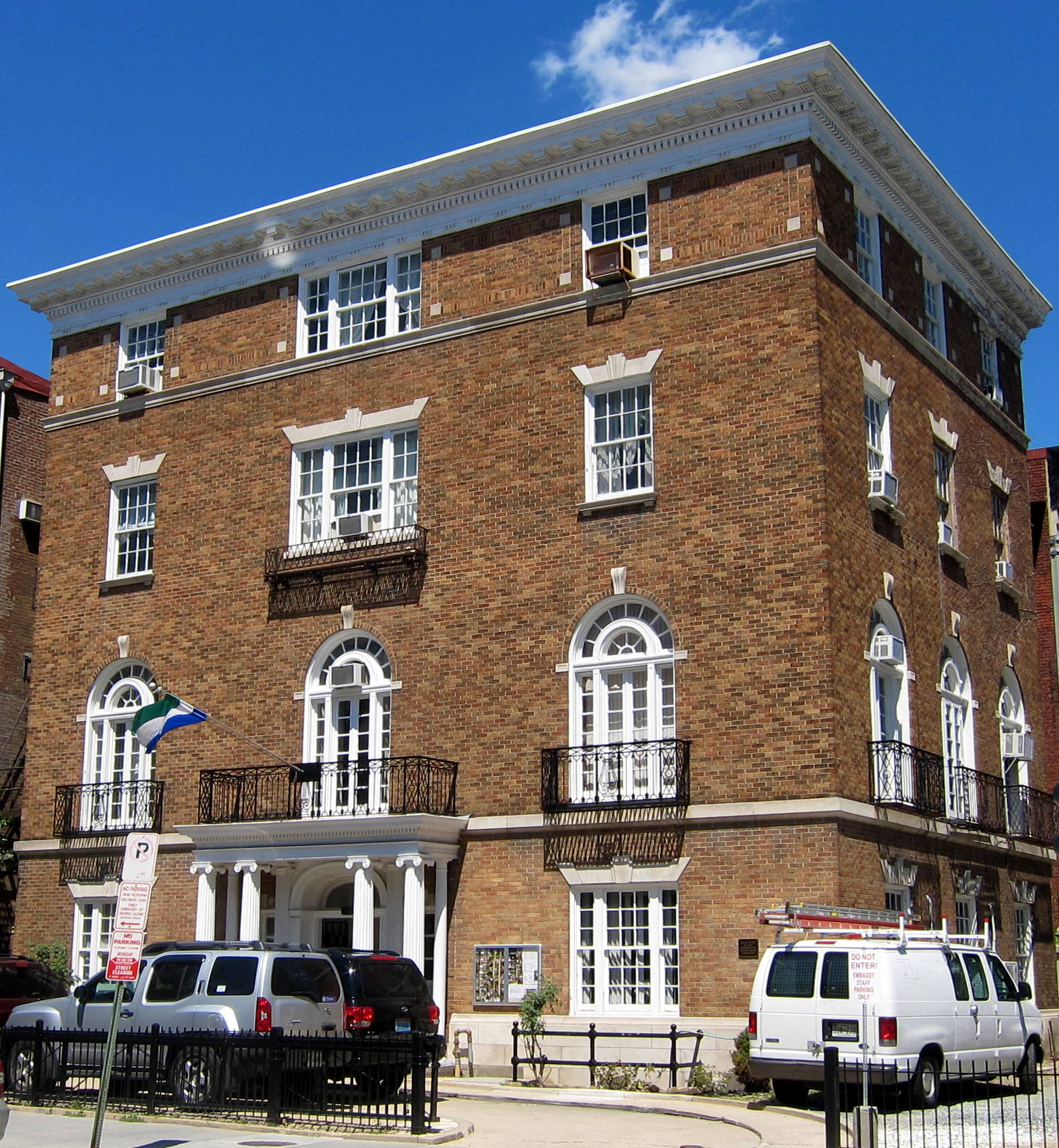
Ambasada Sierrei Leone din Washington, D.C.

Ministerul Afacerilor Externe și Cooperării Internaționale este responsabil pentru politica externă a Sierrei Leone. Sierra Leone are relații dipolomatice inclusiv cu China, Rusia, Libia, Iran și Cuba. Sierra Leone are relații bune cu Occidentul, inclusiv Statele Unite, și păstrează legături istorice cu Regatul Unit și alte foste colonii britanice prin calitatea de membru a Comunității Națiunilor. Regatul Unit a jucat un rol major în furnizarea de asistență pentru fosta colonie, împreună cu ajutor administrativ și anterenament militar începând cu intervenția de la sfârșitul Războiului Civil din 2000.
Guvernul fostului președinte Siaka Stevens a căutat relații mai apropiate cu alte țări vest-africane sub Comunitatae Economică a Statelor Vest-Africane (ECOWAS), politică continuată de actualul guvern. Sierra Leone, împreună cu Liberia și Guinea, formează Uniunea Râului Mano (MRU). Aceasta este proiectată în primul rând pentru implementarea de proiecte de dezvoltare și promovarea integrării economice regionale între cele trei țări.
Sierra Leone este de asemenea membru al Națiunilor Unite, Uniunii Africane, Băncii Africane de Dezvoltare, Organizației Cooperării Islamice și Mișcării de Nealiniere. Sierra Leone este membru al Curții Penale Internaționale cu un Acord Bilateral de Imunitate de protecție a militarilor SUA (idee cuprinsă în Articolul 98).

### Diviziuni administrative

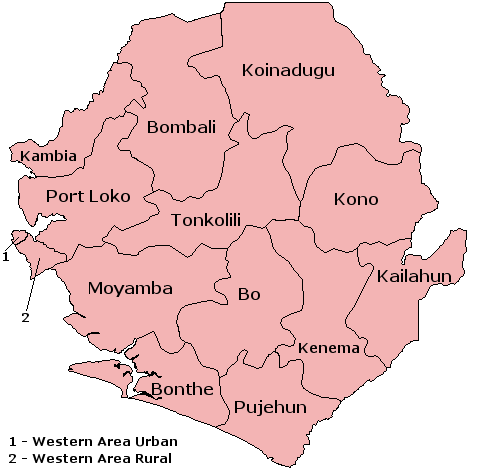
Cele 12 districte și 2 teritorii din Sierra Leone

Republica Sierra Leone este compusă din patru regiuni: Provincia de Nord, Provincia de Sud, Provincia de Est și Zona de Vest. Trei provincii sunt de asemenea împărțite în 12 districte; iar Zona de Vest este împărțită în două districte.
Districtele provinciale sunt împărțite în 149 de căpetenii care sunt tradițional conduse de lideri sau căpitani supremi, recunoscuți de administrația britanică în 1896 la momentul organizării Protectoratului Sierra Leone. Căpitanii supremi sunt foarte influenți, mai ales în sate și orășelele mici rurale. Fiecare căpetenie are familii conducătoare care au fost recunoscute la acel timp; Autoritatea Tribală, alcătuită din personalități locale, alege căpitanul suprem din rândul familiilor conducătoare. În mod tipic, căpitanii au puterea de a „crește impozitele, controla sistemul judecătoresc și aloca pământ, cea mai importantă resursă în zonele rurale.”
În cadrul contextului guvernării locale, districtele sunt guvernate ca localități. Fiecare are un consiliu districtual ales direct pentru a exercita autoritate și executa funcții la nivel local. În total, sunt 19 consilii locale: 13 consilii districtuale, câte unul pentru fiecare din cele 12 districte și unul pentru Districtul Rural al Zonei Occidentale, și șase municipii de asemenea au ales consilii localte. Cele șase municipii sunt Freetown, care funcționează ca guvern local al Districtului Urban al Zonei Occidentale și Bo, Bonthe, Kenema, Koidu și Makeni.
În timp ce consiliile districtuale sunt sub supravegherea administrațiilor provinciale de care aparțin, municipiile sunt supravegheate direct de Ministerul Guvernului Local și Dezvoltării Comunității și așadar sunt independente administrativ de administrațiile districuale și provinciale.
| District                              |             | Suprafață km2 | Provincie         | Populație (recensământul din 2004) | Populație (recensământul din 2015) |
| ------------------------------------- | ----------- | ------------- | ----------------- | ---------------------------------- | ---------------------------------- |
| Districtul Bombali                    | Makeni      | 7,985         | Provincia de Nord | 408,390                            | 606,183                            |
| Districtul Koinadugu                  | Kabala      | 12,121        | Provincia de Nord | 265,758                            | 408,097                            |
| Districtul Port Loko                  | Port Loko   | 5,719         | Provincia de Nord | 453,746                            | 614,063                            |
| Districtul Tonkolili                  | Magburaka   | 7,003         | Provincia de Nord | 347,197                            | 530,776                            |
| Districtul Kambia                     | Kambia      | 3,108         | Provincia de Nord | 270,462                            | 343,686                            |
| Districtul Kenema                     | Kenema      | 6,053         | Provincia de Est  | 497,948                            | 609,873                            |
| Districtul Kono                       | Koidu       | 5,641         | Provincia de Est  | 335,401                            | 505,767                            |
| Districtul Kailahun                   | Kailahun    | 3,859         | Provincia de Est  | 358,190                            | 525,372                            |
| Districtul Bo                         | Bo          | 5,219         | Southern Province | 463,668                            | 574,201                            |
| Districtul Bonthe                     | Mattru Jong | 3,468         | Southern Province | 139,687                            | 200,730                            |
| Districtul Pujehun                    | Pujehun     | 4,105         | Southern Province | 228,392                            | 345,577                            |
| Districtul Moyamba                    | Moyamba     | 6,902         | Southern Province | 260,910                            | 318,064                            |
| Districtul Urban al Zonei Occidentale | Freetown    | 13            | Zona Occidentală  | 772,873                            | 1,050,301                          |
| Districtul Rural al Zonei Occidentale | Waterloo    | 544           | Zona Occidentală  | 174,249                            | 442,951                            |

### Armată
Armata Sierrei Leone, oficial Forțele Armate ale Sierrei Leone (RSLAF), constituie forțele armate ale Sierrei Leone responsabile pentru securitatea teritorială a hotarului Sierrei Leone și apărarea intereselor naționale ale Sierrei Leone în cadrul obligațiilor sale internaționale. Forțele armate s-au format după obținerea independenței în 1961, pe baza elementelor fostei Forțe Regale a Frontierei Vest-Africane a Regatului Unit, prezentă în țară. Forțele Sierrei Leone sunt constituite dintr-un personal de 15,500 de persoane, și cuprind Armata Sierrei Leone (cea mai mare), Flota Militară a Sierrei Leone și Aripa Aeriană a Sierrei Leone.
Președintele Sierrei Leone este comandant suprem al armatei, iar Ministrul Apărării este responsabil de politica de apărare și pregătirea forțelor armate. Actualul Ministru al Apărării al Sierrei Leone este maiorul în retragere Alfred Paolo Conteh. Armata Sierrei Leone are de asemenea un președinte al personalului care un funcționar militar în uniformă responsabil pentru administrația și controlul operațional al armatei Sierrei Leone. Generalul de brigadă Alfred Nelson-Williams care a fost numit de președintele Koroma i-a succedat general-maiorului în retragere Edward Sam M’boma pe 12 septembrie 2008 în funcția de președinte al personalului de apărare al Armatei.
Înainte ca Sierra Leone să obțină independența în 1961, armata era cunoscută ca Forța Militară Regală a Sierrei Leone. Armata a acaparat controlul în 1968, aducând Consiliul Național de Reformă la putere. Pe 19 aprilie 1971, când Sierra Leone a devenit republică, Forțele Armatei ale Sierrei Leone Regale au fost redenumite în Forețele Armate al Sierrei Leone (RSLMF). RSLMF a rămas o organizație cu un singur serviciu până în 1979, când a fost înființată marina militară a Sierrei Leone. În 1995 a fost înființat Cartierul General al Apărării și s-a format Aripa Aeriană a Sierrei Leone. RSLMF a fost redenumit în Forțele Armate al Republicii Sierra Leone (AFRSL).

## Economie

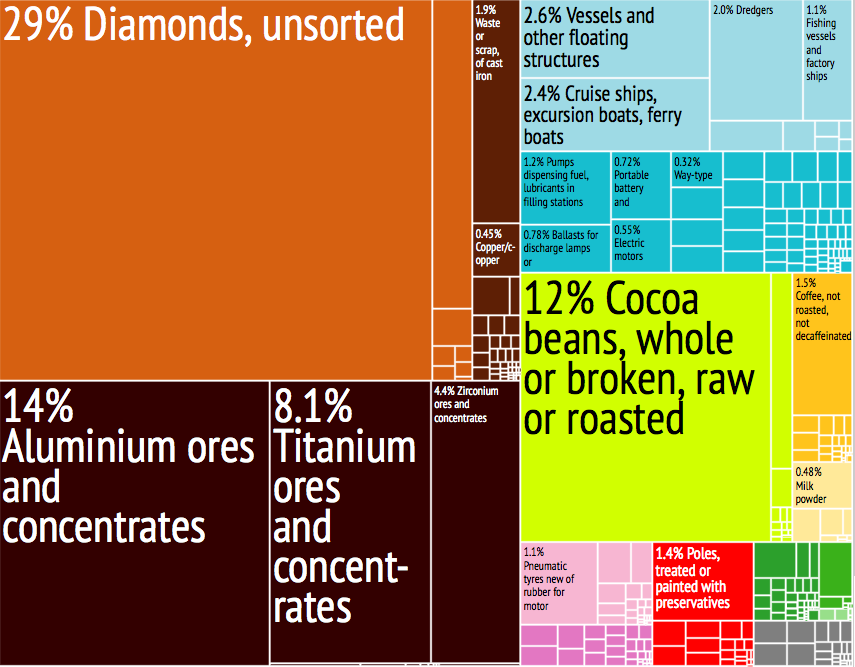
Reprezentare proporțională a exporturilor Sierrei Leone

Prina anii 1990, activitatea economică se afla în declin și infrastructura economică devenise degradată serios. Războiul civil a distrus mult din economia formală. De la sfârșitul ostilităților în ianuarie 2002, infuzii masive de asistență externă au ajutat Sierra Leone să înceapă să se recupereze.
Moneda oficială este leoneul.
Sierra Leone este o țară care este expusă unor situații vulnerabile (nu ca urmare a non-existenței bogăției naturale), având de-a face mai mult cu managementul slab al bogăției sale naturale.
Conform unor informații ale Financial Times, Sierra Leone are una dintre cele mai mari rezerve de fier de pe continentul african, estimate la nu mai puțin de 12,8 miliarde de tone.

### Agricultură

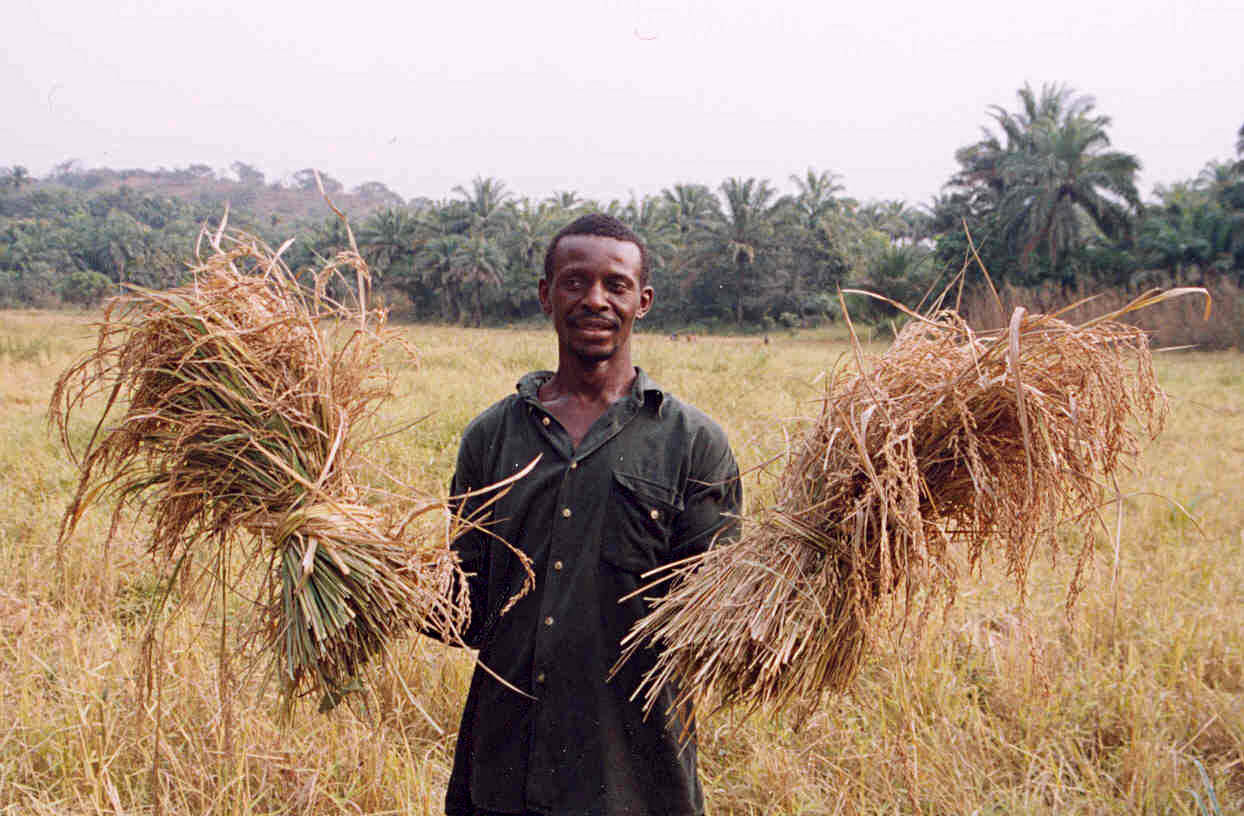
Agricultor din Sierra Leone cu recolta sa bogată. Două treimi din populația Sierrei Leone este directă implicată în agricultura de subzistență.

Două treimi din populația Sierrei Leone este direct implicată în agricultura de subzistență. Agricultura răspundea de 58 procente din produsul intern brut (PIB) în 2007.
Agricultura este cel mai larg angajator, 80 de procente din populație lucrând în acest sector. Orezul este cea mai importantă recoltă din Sierra Leone, 85 procente din agricultori cultivând orez în anotimpul ploios, iar consumul anual este de 76 kg per persoană.

### Energia în Sierra Leone

#### Prezentare generală
În 2016, accesul la electricitate în Sierra Leone îl avea 12% din populația generală. Din acești 12%, aproximativ 10% din populație era localizată în capitala urbană, Freetown. Aceasta lasă în jur de 2% din populația rurală cu acces la electricitate. Majoritatea populației se bazează pe combustibili pe biomasă pentru supraviețuirea zilnică, iar lemnele de foc și cărbunele sunt utilizați cel mai prevalent. S-a raportat că arderea acestor surse are efecte adverse asupra sănătății la femei și copii. Un studiu din 2012 a fost făcut pe corelația dintre Infecția Respitorie Acută (ARI) și combustibilii de biomasă care ard acasă. Rezultatele au fost că 64% din copii au fost diagnosticați cu ARI acolo unde au fost utilizate cuptoare pentru lemne de foc. Utilizarea cărbunelui și a lemnelor de foc a ridicat de asemenea îngrijorări legate de mediu întrucât ambele sunt în conflict cu presiunea pentru surse de energie mai sustenabilă. Prin urmare, comercializarea lemnelor de foc și a cărbunelui a devenit un punct de dispută cu donatorii de asistență și agențiile guvernamentale precum Ministerul Energiei și Resurselor de Apă și Divizia de Păduri. Au existat presiuni puternice pentru ca atât energia solară cât și cea hidroelectrică pentru a deveni surse dominante de energie în Sierra Leone din cauza obiectivelor de dezvoltare durabilă ale ONU, în special a obiectivului numărul șapte (energie accesibilă și curată). Climatul tropical al Sierrei Leone, ploile anuale puternice și abundența râurilor i-a potențialul de a se îndeletnici în mod realist cu mai multe alternative solară și hidroelectrică.

#### Energie solară
Împreună cu Departamentul pentru Dezvoltare Internațională a Regatului Unit, Sierra Leone și-a pus scopul de a furniza putere solară tuturor cetățenilor până în 2025. Acest scop general a fost împărțit în scopuri mai mici de asemenea. Primul din aceste scopuri este de a furniza putere solară la 50,000 de case până în 2016, al doilea este - la 250,000 de case până în 2017, și în final - a furniza putere către 1,000,000 persoane până în 2020. Această inițiativă cade sub campania de acces Energie Africa care caută să furnizeze electricitate către 14 diferite țări africane până în 2030. Înaintea acestui acord concis, sectorul privat al Sierrei Leone pentru energie solară era slab, întrucât furniza energie către mai puțin de 5% din populația țintă. O parte a motivului pentru aceasta este din cauza datoriilor de import și impozitelor și lipsei controlului calității. Pentru a asigura că scopul Enegie Africa este îndeplinit, Sierra Leone a fost de acord să elimine datoriile de import și Impozitul pe Valoarea Adăugată asupra proselor solare certificate. Această schimbare va încerca să încurajeze investițiile străine în timp ce va furniza produse solare de calitate și accesibile către cetățenii săi.  Se estimează că va fi o reducere de 30-40% a costului produselor solare împreună cu lipsa datoriilor și impozitelor.

#### Putere hidroelectrică
Începând cu 2012, Sierra Leone avea 3 centrale hidroelectrice principale. Prima este centrala Guma care a fost scoasă din funcțiune în 1982, a doua este centrala Dodo care se află în Provincia de Est, și în final Planta Bambuna. Există potențialul ca câteva centrale hidroelectrice să fie deschise la râul Sewa, râul Pampana, râul Seli, râul Moa și Little Scarcies. Dintre toate aceste proiecte, atât cele terminate cât și cele potențiale, barajul Bumbuna rămâne cel mai mare dintre proiectele hidroelectrice din Sierra Leone. Se află lângă râul Seli și Freetown și s-a estimat că produce în jur de 50 megawați pe electricitate. Au existat planuri de a-i crește capacitatea la 400 de megawați până în 2017, ceea ce ar costa în jur de $750 milioane. S-a proiectat că barajul Bumbuna ar pute reduce cantitatea de cheltuieli pe combustibil străin și salva țara cel puțin $2 milioane pe lună. În trecut, acest proiect a primit fonduri în total peste $200 milioane de la Banca Mondială, Banca Africană de Dezvoltare și compania italiană Salini Impregilo.

## Societate

### Demografie

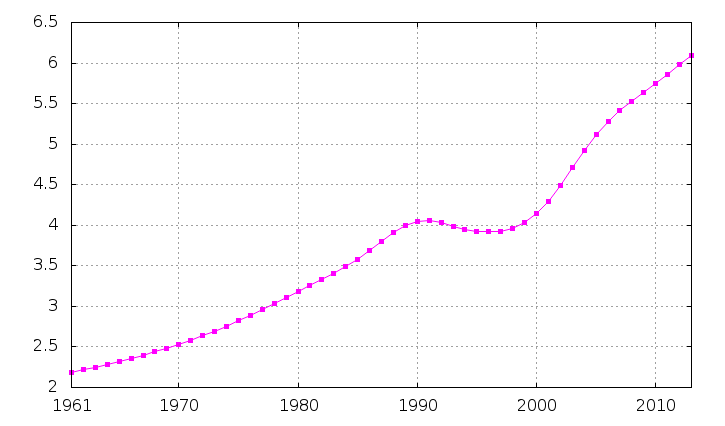
Populația totală a Sierrei Leone, din 1961 până în 2003

În 2013, Sierra Leone avea o populație estimată oficial de 6,190,280 și o rată de creștere de 2.216% pe an. Populația țării este în cea mai mare parte tânără, potrivit estimărilor 41.7% având sub 15 ani, și rurală, 62% locuind în afara orașelor, potrivit estimărilor. Ca urmare a migrației spre orașe, populația devine mai urbană cu rată estimată a creșterii urbanizării de 2.9% pe an.
Densitatea populației variază mult în cadrul Sierrei Leone. Districtul Urban al Zonei Occidentale, inclusiv Freetown, capitala și cel mai mare oraș, are o densitate a populației de 1,224 de persoane per km pătrați. Cel mai mare district din punct de vedere geografic, Koinadugu, care o densitate mult mai mică, de 21.4 persoane per km pătrați.
Engleza este limba oficială, și este vorbită în școli, administrația guvernamentală și în media. Krio (derivată din engleză și anumite limbi africane băștinașe și limba poporului krio din Sierra Leone) este cea mai pe larg vorbită limbă în practic toate părțile Sierrei Leone. Întrucât limba krio este vorbită de 90% din populația țării, ea unește toate grupurile etnice diferite, în special în ce privește comerțul și interacțiunea dintre ele.
Potrivit World Refugee Survey 2008, publicat de Comitetul SUA pentru Refugiați și Imigranți, Sierra Leone avea o populație de 8,700 de refugiați și căutători de azil sfârșitul lui 2007. Aproape 20,000 de refugiați liberieni s-au întors în mod voluntar în Liberia în cursul lui 2007. Dintre refugiații rămași în Sierra Leone, aproape toți erau liberieni.
Numerele de populație citate mai sus pentru cinci cele mai mari orașe aparțin recensământului din 2004. Cifrele pentru Freetown sunt pentru Zona Urbană Occidentală (Greater Freetown). Alte cifre sunt estimări din sursa citată. Diferite surse dau diferite estimări. Unele susțin că Magburaka trebuie incluse în lista de mai sus, dar există diferențe considerabile între surse. O sursă estimează că populația este de 14,915, pe când alta în dă o cifră de 85,313. „Pandebu-Tokpombu” este probabil orașul extins Torgbonbu, care avea o populație de 10,716 la recensământul din 2004. „Gbendembu” avea o populație mai mare, de 12,139 la acel recensământ. La recensământul 2004, Waterloo avea o populație de 34,079.

### Religie
| Religia în Sierra Leone (2015) | Religia în Sierra Leone (2015) | Religia în Sierra Leone (2015) | Religia în Sierra Leone (2015) | Religia în Sierra Leone (2015) |
| ------------------------------ | ------------------------------ | ------------------------------ | ------------------------------ | ------------------------------ |
| Religie                        |                                |                                | procente                       |                                |
| Islam                          | Islam                          |                                | 72%                            | 72%                            |
| Creștinism                     | Creștinism                     |                                | 27%                            | 27%                            |
| Alte credințe                  | Alte credințe                  |                                | 1%                             | 1%                             |

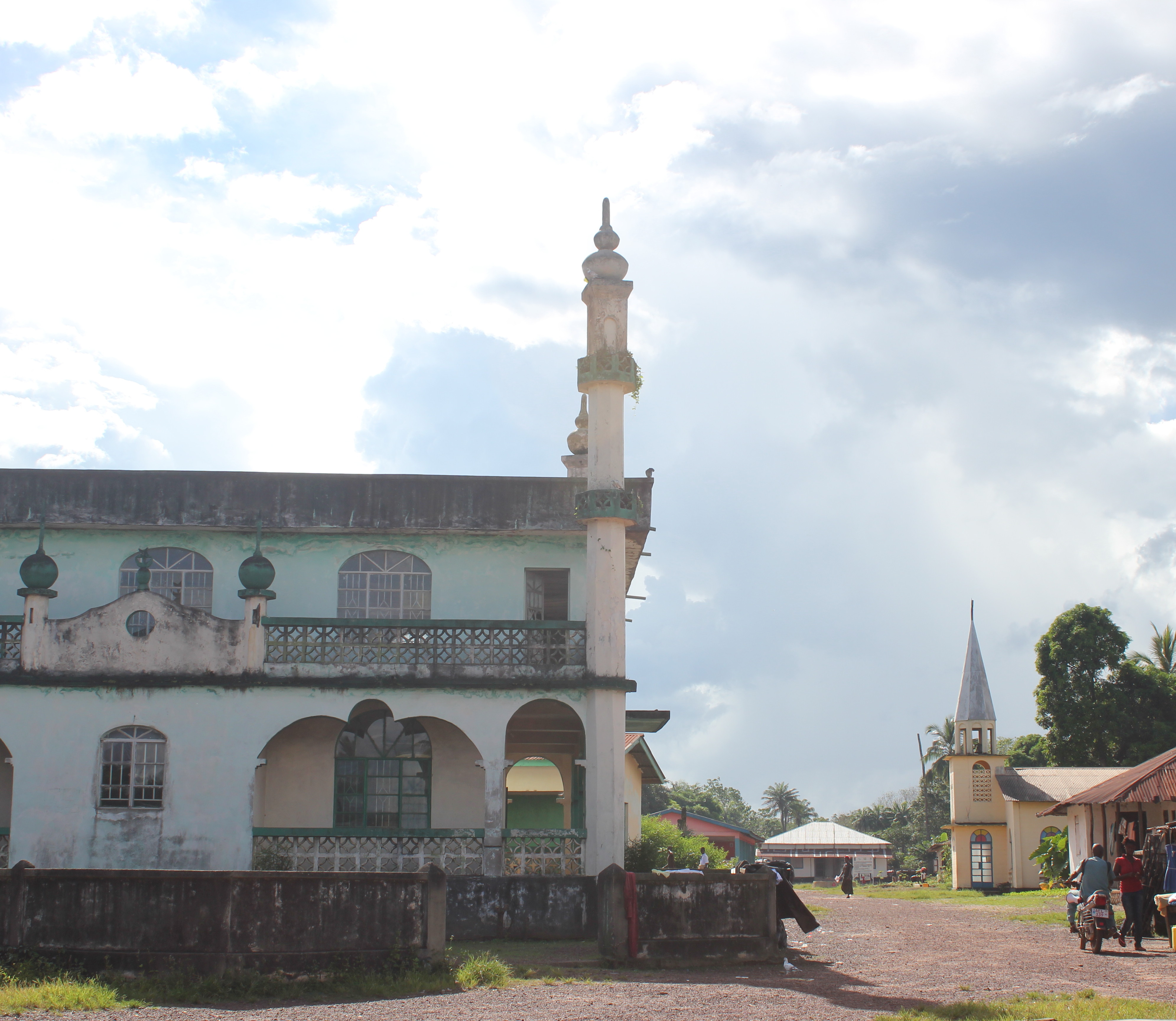
Moschee și biserică în Sierra Leone

Sierra Leone este oficial un stat secular, deși islamul și creștinismul sunt cele două religii principale ale țării. Constituția Sierrei Leone prevede libertatea religiei, iar guvernul Sierrei Leone în general o protejează. Guvernului Sierrei Leone Government îi este interzis de Constituție să stabilească o religie de stat, deși rugăciuni musulmane și creștine au loc de obicei în țară la anumite prilejuri politice, inclusiv inaugurarea prezidențială și deschiderea unei noi sesiuni a Parlamentului.
Potrivit unor estimări recente a populației Sierrei Leone, 71% din populație sunt musulmani, 27% sunt creștini, iar 2% practică religia tradițională africană.
Potrivit unor estimări din 2010 ale Pew Research Center 78% din populația Sierrei Leone sunt musulmani (majoritatea suniți), 20.9 sunt creștini (majoritatea protestanți), iar 1% aparțin religiei tradiționale africane sau altor credințe. Consiliul Inter-Religios din Sierra Leone a estimat că 77% din populația Sierrei Leone sunt musulmani, 21% sunt creștini, iar 2% sunt urmăritori ai religiei tradiționale africane. Cele mai multe grupuri etnice ale Sierrei Leone sunt majoritar musulmane, inclusiv cele două cele mai largi grupuri etnice: mende și temne.
Sierra Leone este văzută drept una dintre cele mai tolerante religios țări din lume. Musulmanii și creștinii colaborează unii cu alții în mod pașnic. Violența religioasă este foarte rară în țară. Chiar în timpul războiului civil din Sierra Leone, oamenii n-au fost niciodată supuși atacurilor din cauza religiei lor.
Țara este casa Consiliului Inter-Religios din Sierra Leone, care este constitituit din liderii religioși creștini și musulmani în scopul promovării păcii și toleranței de-a lungul țării. Sărbătorile islamice Eid ul-Fitr, Eid al-Adha și Maulid-un-Nabi (ziua de naștere a profetului Muhammad) sunt ținute ca sărbători naționale în Sierra Leone. Sărbătorile creștine Crăciunul, Boxing Day, Vinerea Mare și Paștele sunt de asemenea sărbători naționale în Sierra Leone. În politică, marea majoritate a sierro-leonezilor votează pentru un candidat fără a ține cont dacă este musulman sau creștin. Toți șefii de stat al Sierrei Leone au fost creștini cu excepția lui Ahmad Tejan Kabbah, care a fost musulman.
Marea majoritate a musulmanilor sierro-leonezi, estimați a fi între 85% și 90%, sunt adereți ai tradiției sunite a islamului. O porțiune semnificativă din musulmanii sierro-leonezi, către 10 procente din populația musulmană a țării sunt aderenți ai islamului ahmadiyya. Sierra Leone este casa a cinci sute de mii de musulmani ahmadiyya. Sierra Leone are o vibrantă populație de musulmani ahmaddiya și sunt cinci sute de moschei ahmaddiyya de-a lungul Sierrei Leone. Islamul șiit nu are o prezență puternică în Sierra Leonă și sunt foarte puțini musulmani șiiți în țară. Cei mai mulți musulmani sierro-leonezi ai curentului sunnit și ai sectei ahmadiyya în general se roagă în aceeași moschee. Școala Maliki este de departe cea mai largă și mai dominantă școală islamică de jurisprudență de-a lungul Sierrei Leone și are la bază islamul sunnit, deși mulți musulmani ahmadiyya din Sierra Leone de asemenea urmează jurisprudența Maliki.
Consiliul Suprem Islamic al Sierrei Leone este cea mai înaltă organizație religioasă islamică din Sierra Leone și este constituită din imamii țării, erudiții islamici și alți clerici musulmani din țară. Șeicul Muhammad Taha Jalloh este președintele Consiliului Suprem Islamic al Sierrei Leone. Consiliul Unit al Imamilor este un corp religios islamic foarte influent în Sierra Leone, care este constituit din toți imamii moscheilor din Sierra Leone. Președintele Consiliului Unit al Imamilor este șeicul Alhaji Muhammad Habib Sheriff.. Cele două cele mai largi moschei din Sierra Leone sunt Moscheea centrală din Freetown și Moscheea centrală Ghadafi (construită de fostul lider libian Muammar Gaddafi), ambele se aflându-se în capitala Freetown.
Marea majoritate a creștinilor sierro-leonezi sunt protestanți, dintre care cel mai mare grup este cel al wesleyaniștilor metodiști. Alte denominațiuni creștine protestante cu prezență semnificativă în țară sunt prezbiterienii, baptiștii, adventiștii de ziua a șaptea anglicanii, luteranii, și penticostalii. Consiliul Bisericilor este organizația religioasă creștină care este constituită din bisericile protestante de de-a lungul Sierrei Leone. Recent a avut loc o creștere în număr a bisericilor penticostale, în special în Freetown.
Protestanții non-denominaționali formează o minoritate semnificativă în cadrul popoulației creștine a Sierrei Leone. Catolicii sunt cel mai mare grup de creștini neprotestanți din Sierra Leone, formând aproximativ 8% din populația Sierrei Leone și 26% din populația creștină a Sierrei Leone. Martorii lui Iehova și mormonii sunt cele două cele mai proeminente grupări creștine non-trinitare din Sierra Leone și formează o minoritate mică, dar semnificativă din populația creștină a Sierrei Leone. O mică comunitate de creștini ortodocși rezidă în capitala Freetown.

### Grupuri etnice

Distribuția grupurilor etnice majore în cadrul Sierrei Leone

Sierra Leone este casa a aproximativ șaizeci de grupuri etnice, fiecare având propria limbă. Cele mai mari și mai influente sunt mende, constituind aproximativ 36% din populație, și temne - aproximativ 33%. Temne predomină în Sierra Leone de Nord și anumite zone din jurului capitalei Sierrei Leone. Memde predomină în Sierra Leone de Sud-Est (cu excepția districtului Kono).
Vasta majoritate a temnilor sunt musulmani, mai exact peste 85%, dar există o semnificativă minoritate creștină de aproximativ 10%. Grupul mende este de asemenea majoritar musulman - mai exact 70%, iar minoritatea creștină largă constituie aproximativ 30% din membrii grupurlui mende. Politica națională a Sierrei Leone se centrează pe competiția dintre nord-vest, dominat de temne, și sud-este, dominat de mende. Vasta majoritatea membrilor grupului mende susține Partidul Popular din Sierra Leone (SLPP), pe când majoritatea celor din grupul temne susțin Congresul a Tot Poporul (APC).

## Educație

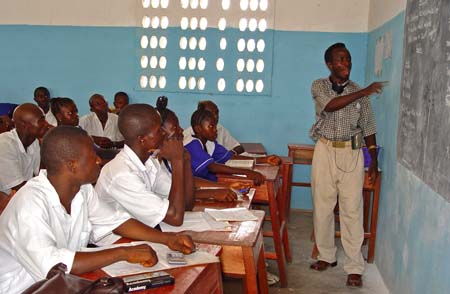
Clasă liceală din Pendembu, districtul Kailahun

Educația în Sierra Leone este obligatorie din punct de vedere legal pentru toți copii în vârstă de șase ani, aceștia trebuind să înceapă ciclul primar (clasele P1-P6), urmat de trei ani obligatorii educație secundară pentru juniori, dar insuficiența de școli și profesori a făcut implementarae imposibilă. Două treimi din populația adultă a țării este analfabetă.
Războiul civil din Sierra Leone a dus la distrugerea a 1,270 de școli primare, iar în 2007, 675 din copii cu vârstă școlară erau în afara școlii. Situația a evoluat considerabil de atunci, înscrierea în școala primară dublându-se din 2001 până în 2005 și multe școli s-au reconstruit după sfârșitul războiului. Studenții din școlile primare au de obicei de la 6 la 12 ani, iar cei din școlile secundare - de la 13 la 18. Educația primară este gratuită și obligatorie în școlile publice sponsorizate de guvern.
Țara are trei universități: Colegiul Fourah Bay, fondat în 1827 (cea mai veche universitate din Africa Occidentală), University din Makeni (înființată inițial în septembrie 2005 ca Institutul Fatima, colegiul a primit statut de universitate în august 2009 și și-a asumat numele de Universitatea din Makeni sau UNIMAK), și Universitatea Njala, cu sediul principal în districtul Bo. Universitatea Njala University a fost înființată ca Centrul Experimental Agricol Njala în 1910 și a devenit universitate în 2005. Colegii de antrenare a profesorilor și seminarii religioase se găsesc în multe părți ale țării.
Israel acordă burse studenților din Sierra Leone ca parte a programului său internațional de cooperare și dezvoltare.

## Sănătate
CIA estimează că speranța medie de viață în Sierra Leone este de 57.39 ani.
Prevalența HIV/SIDA în rândul populației este de 1.6%, mai mare decât media mondială de 1%, dar mai mică decât media de 6.1% din Africa Subsahariană.
Serviciile de îngrijire a sănătății nu sunt ușor accesibile, medicii și spitalele fiind în afara razelor de acțiune a multor săteni. În timp ce serviciile gratuite de îngrijire a sănătății pot fi furnizate unor sate, personalul medical este prost plătit și uneori cer bani pentru serviciile lor, profitând de faptul că sătenii nu cunosc că au dreptul la servicii medicale gratuite.
Un aparat de dializă, primul de acest fel din țară, a fost donat de Israel.
Potrivit unui raport al Overseas Development Institute, cheltuielile pe servicii private de sănătate constituie 85.7% din totalul cheluielilor pe sănătate.

### Reacția în cazul urgențelor medicale
Neavând servicii de urgențe medicale anterior, First Responder Coalition of Sierra Leone (FRCSL) a fost formată în iunie 2019 la Makeni pentru a facilita dezvoltarea la nivel național a primelor programe de reacție la urgențe medicale. Membrii fondatori ai Coaliției au fost Societatea Crucii Roșii din Sierra Leone, TLFR International, Universitatea din Makeni, Agency for Rural Community Transformation și Spitalul Sfântul Duh. Înființarea Coaliției a fost a avut loc concomitet cu declarația celei de-a 72-a Adunări a Sănătății Mondiale, că sistemele medicale de urgență susnt esențiale pentru acoperirea universală a serviciilor de sănătate. Între iunie și iulie 2019,  FRCSL a antrenat 1,000 de membri ai comunității din Makeni pentru a fi primii medici care intervin în caz de urgență și a echipat pe fiecare stagiar cu echipament de prim ajutor.

### Boli endemice și infecțioase
Sierra Leone suferă de izbucniri epidemice ale bolilor, inclusiv febra galbenă, holera, febra de lassa și meningita. Febra galbenă și malaria sunt endemice în Sierra Leone.

### Sănătatea mamei și copilului
Potrivit estimărilor din 2010, Sierra Leone are a 5-a cea mai înaltă rată a mortalității maternale din lume. Potrivit unui raport UNICEF din 2013, 88% din femeile din Sierra Leone au îndurat mutilare genitală. La data de 2014, s-a estimat că Sierra Leone are a 11-a cea mai înaltă rată a mortalității infantile din lume.

### Sănătatea mentală
Serviciile de sănătate mentală sunt aproape inexistente în Sierra Leone. Mulți suferinzi încearcă să se vindece cu ajutorul tămăduitorilor tradiționali. În timpul războiului civil (1991–2002), mulți soldați au luat parte la atrocități și mulți copii au fost forțați să lupte. Aceasta i-a lăsați traumatizați, un număr estimat de 400,000 de oameni (în 2009) fiind bolnavi mental. Mii de foști copii soldați au ajuns să abuzeze de substanțe în încercarea de a-și atenua amintirile.

### Rezervele de apă potabilă
Aprovizionarea cu apă potabilă din Sierra Leone se caracterizează prin acces limitat la apa potabilă în stare bună. În ciuda eforturilor guvernului și a numeroaselor organizații neguvernamentale, potrivit datelor din 2010, accesul nu s-a dezvoltat prea mult de la sfârșitul războiului civil din Sierra Leone din 2002, stagnând cu aproximativ 50% și chiar intrând în declin în zonele rurale. S-a sperat că un nou baraj în Orugu, pentru care China a cheltuit finanțe în 2009, va atenua puținătatea apei.
Potrivit unui studiu național care a avut loc în 2006, 84% din populația urbană și 32% din populația rurală avea acces la surse de apă îmbunătățită la momentul efectuării studiului, cei care au acces în zonele rurale fiind deserviți aproape exclusiv din fântâni protejate. 68% din populația rurală fără acces la surse de apă îmbunătățită se baza pe apa de suprafață (50%), fântâni neprotejate (9%) și izvoare neprotejate (9%). Doar 20% din populația urbană și 1% din populația rurală avea acces la apă potabilă dusă prin conductă în casa lor. ÎN comparație cu un studiu din 2000, accesul a crescut în zonele urbane, dar a scăzut în zonele rurale, posibil din cauza că facilitățile s-au epuizat din cauza lipsei întreținerii.
Cu o nouă politică de descentralizare, încorporată în Actul Guvernului Local din 2004, responsabilitatea aprovizionării cu apă în zonele din afara capitalei a trecut de la guvernul central la consiliile locale. În Freetown, Compania Guma Valley Water rămâne responsabilă de rezerva de apă.

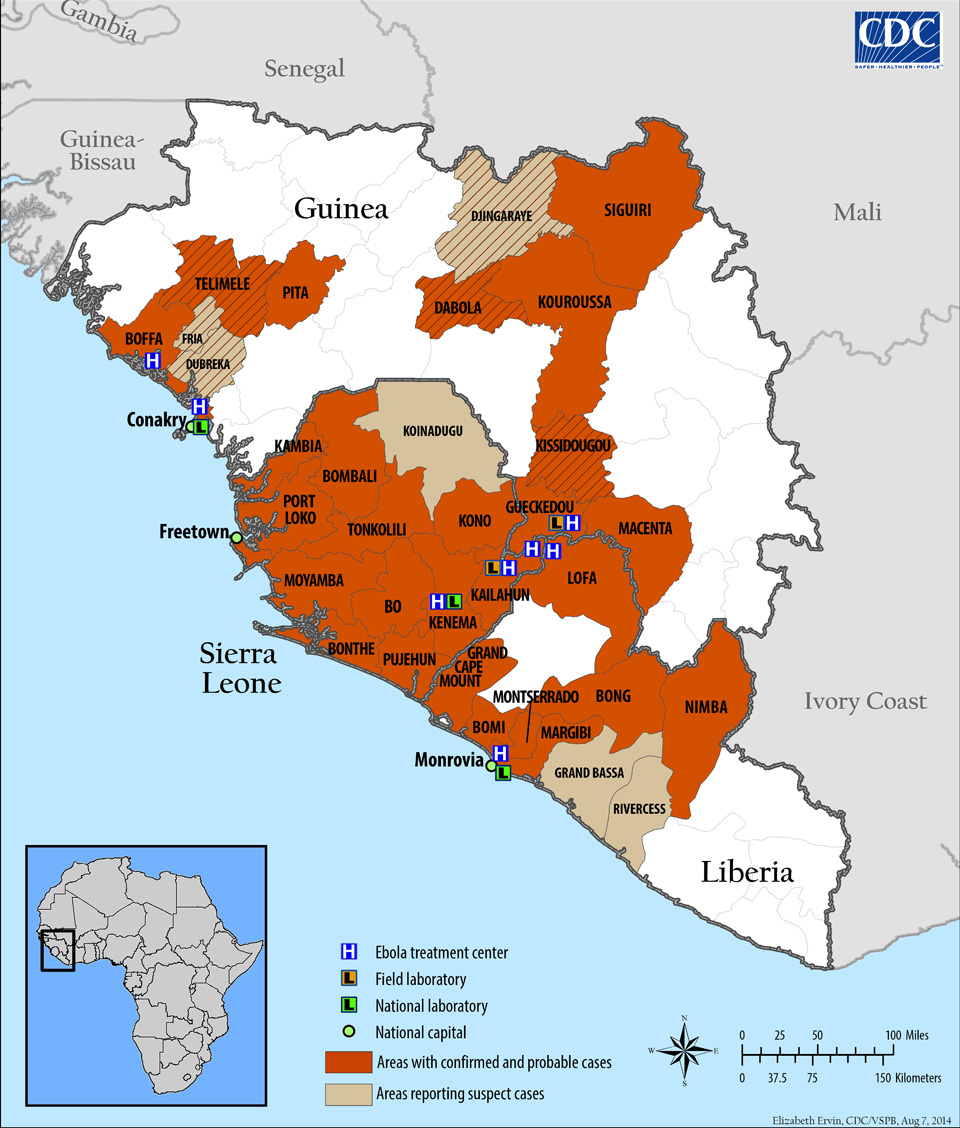
Hartă ce prezintă izbucnirea Ebola pe 8 august 2014

### Izbucnirea Ebolei în 2014
Ebola este prevalentă în Africa unde inegalitățile sociale și economice sunt obișnuite. În țările central-africane este cea mai mare răspândire a EVD; exemple în acest sens sunt Republica Democrată Congo, Sudan, Uganda și Gabon
În 2014, a avut loc o izbucinire a virusului Ebola în Africa de Vest. Până pe 19 octombrie 2014, au avut loc 3,706 cazuri de Ebola în Sierra Leone, și 1,259 decese, inclusiv al medicului de seamă care a încercat să oprească izbucnirea, Sheik Umar Khan. La începutului lui august 2014, Guinea și-a închis hotarele cu Sierra Leone pentru a ajuta la controlarea răspândirii virusului, care și-a avut originea în Guinea, întrucât mai multe cazuri de îmbonăvire au fost raportate în Sierra Leone decât în Guinea. Pe lângă costul uman, izbucnirea a erodat sever economia. Prin septembrie 2014, odată cu închiderea hotarelor, anularea zborurilor aeriene, evacuarea lucrătorilor străini și colapsul comerțului transfrontalier, deficitul național al Sierrei Leone și al altor țări afectate s-a extins până în punctul în care IMF a luat în considerare lărgirea suportului său financiar.

## Cultură

### Poligamie
37% din femeile căsătorite din Sierra Leone trăiau în căsătorii poligame în 2008.

### Alimentație și obiceiuri

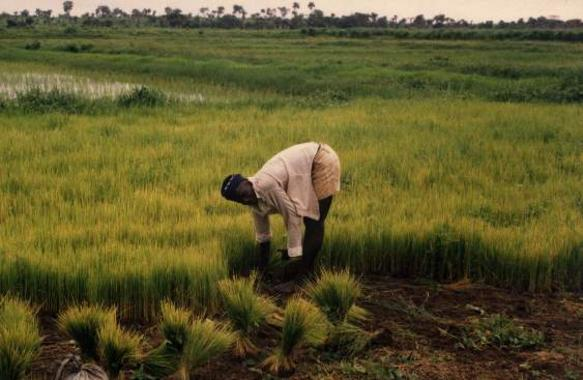
Cultivarea orezului în Rolako

Orezul este un aliment de bază în Sierra Leone și este consumat la practic fiecare masă zilnic. Orezul este pregătit în numeroase moduri și este acoperit cu o varietate de condimente făcute unele dintre ingredientele favorite ale Sierrei Leone, precum frunzele de cartof, frunzele de manioc, corchorus, supă de barnă, pește prăjit și tocană de alună de pământ.
De-a lungul străzilor orașelor și orășelelor de de-a lungul Sierrei Leone cineva poate găsi alimente care constau în fructe, legume și aperitive precum mango proaspăte, portocale, ananași, banane prăjite, bere de ghimbir, cartofi prăjiți, manioc prăjut cu sos de piper, mici saci de popcorn sau arahide, pâine, porumb fript sau frigărui de carne la grătar sau crevetă.
Poyo este o băutură populară sierro-leoneză. Este un vin de palmier dulce, ușor fermentat și se găsește în baruri în orășele și sate de-a lungul țării. Barurile poyo sunt locuri cu discuții libere pline de viață pe despre politică, fotbal, baschet, diverstisment și alte subiecte.

### Media

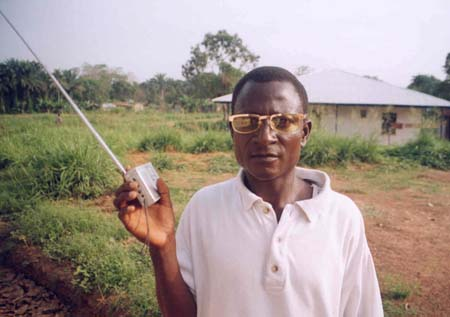
Ascultător de radio în Kailahun

Media în Sierra Leone a început cu introducerea primei prese tipărite în Africa la începutul secolului 19. O puternică tradiție jurnalistică liberă s-a dezvoltat odată cu crearea unui număr de ziare. În anii 1860, țara a devenit un punct central jurnalistic pentru Africa, jurnaliștii din diferite părți ale continentului călătorind în Africa. La sfârșitul secolului 19, industria a intrat în declin, iar când radioul a fost introdus în anii 1930, a devenit principala sursă mass-media din țară.
Sierra Leone Broadcasting Service (SLBS) a fost creat de guvernul colonial în 1934, acesta fiind primul serviciu de radio-emisie din Africa Occidentală. Serviciul a început să emită programe de televiziune în 1963, cu acoperire a tuturor districtelor țării în 1978. În aprilie 2010, SLBS s-a unit cu stația radio pentru menținerae păcii a Națiunilor Unite din Sierra Leone pentru a forma Sierra Leone Broadcasting Corporation, actualul emițător național deținut de guvern din Sierra Leone.
Constituția Sierrei Leone garantează libertatea de exprimarea și libertatea presiei; oricum, guvernul păstrează un control puternic asupra mediei și din când în când restricționează aceste drepturi în practică. Unele subiecte sunt considerate tabu de societate și membrii elitei politice; arestarea și violența sunt utilizate de instituția politică împotriva jurnaliștilor.
În acord cu legilsația emisă în 1980, toate ziarele trebuie să se înregistreze la Ministerul Informației și trebuie să plătească taxe mari de înregistrare. Dreptul penal pentru defăimare este utilizat pentru a se controla ceea ce se publică în media. În 2006, președintele Ahmad Tejan Kabbah a hotărât să reformeze legile ce țin de guvernarea presei și mediei pentruna crea un sistem mai liber în care jurnaliștii să lucreaze. La data de 2013 Sierra Leone se afla pe locul 61 (cu două locuri mai sus decât în 2012, când se afla pe locul 63) din 179 de țări în clasamentul Indicele libertății presei al Reporteri fără Frontiere.
Media tipărită nu este citită pe larg în Sierra Leone, mai ales în afara Freetown și a altor orașe mari, parțial din cauza nivelurilor scăzute de alfabetizare din țară. În 2007, erau 15 ziare cotidiene în țară, precum și ziare publicate săptămânal. În privrește citirea ziarelor, tinerii sunt mai înclinați să citească ziare săptămânal, iar vârstnicii - zilnic. Majoritatea ziarelor sunt private și sunt adesea critice față de guvern. Standardele jurnalismului tipărit tinde să fie scăzut din cauza lipsei anternamentului, iar oamenii au mai puțină încredere în informația publicată de ziare decât în cea de la radio.

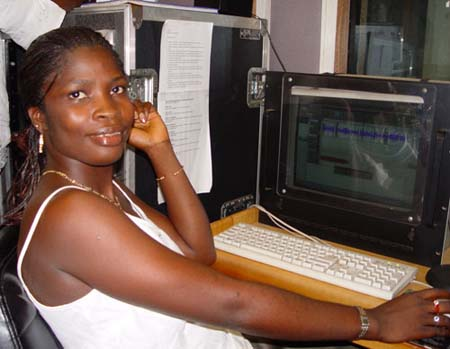
Isata Mahoi editând programe de radio la studioul Talking Drum din Freetown; este de asemenea actriță la telenovela radiofonică Atunda Ayenda

Radioul este sursa mass-media cea mai populară și cu cea mai mare încredere din Sierra Leone, 85% din populație având acces la radio și 72% - ascultând zilnic radioul. Aceste niveluri variază între teritoriile țării, Zona de Vest având cele mai înalte niveluri, iar Kailahun - cele mai scăzute. Stațiile constau în principal în stații comerciale locale cu sferă limitată de difuziune, precum și câteva stații cu acoperire națională – Capital Radio Sierra Leone fiind cea mai mare dintre stațiile comerciale.

### Artă
Artele în Sierra Leone constau într-un amestec dintre tradiție și stilurile hibride africane și occidentale.

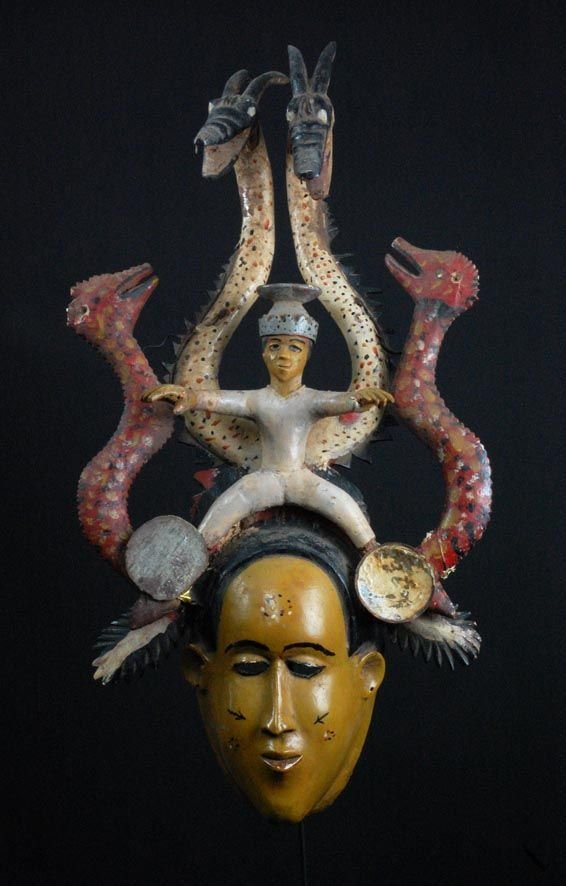
Mască Odelay a poporului temne. Muzeul Brooklyn.
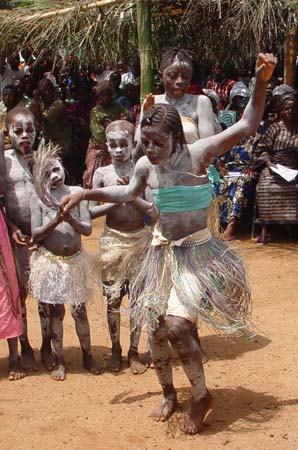
Dansul koindu

### Sport

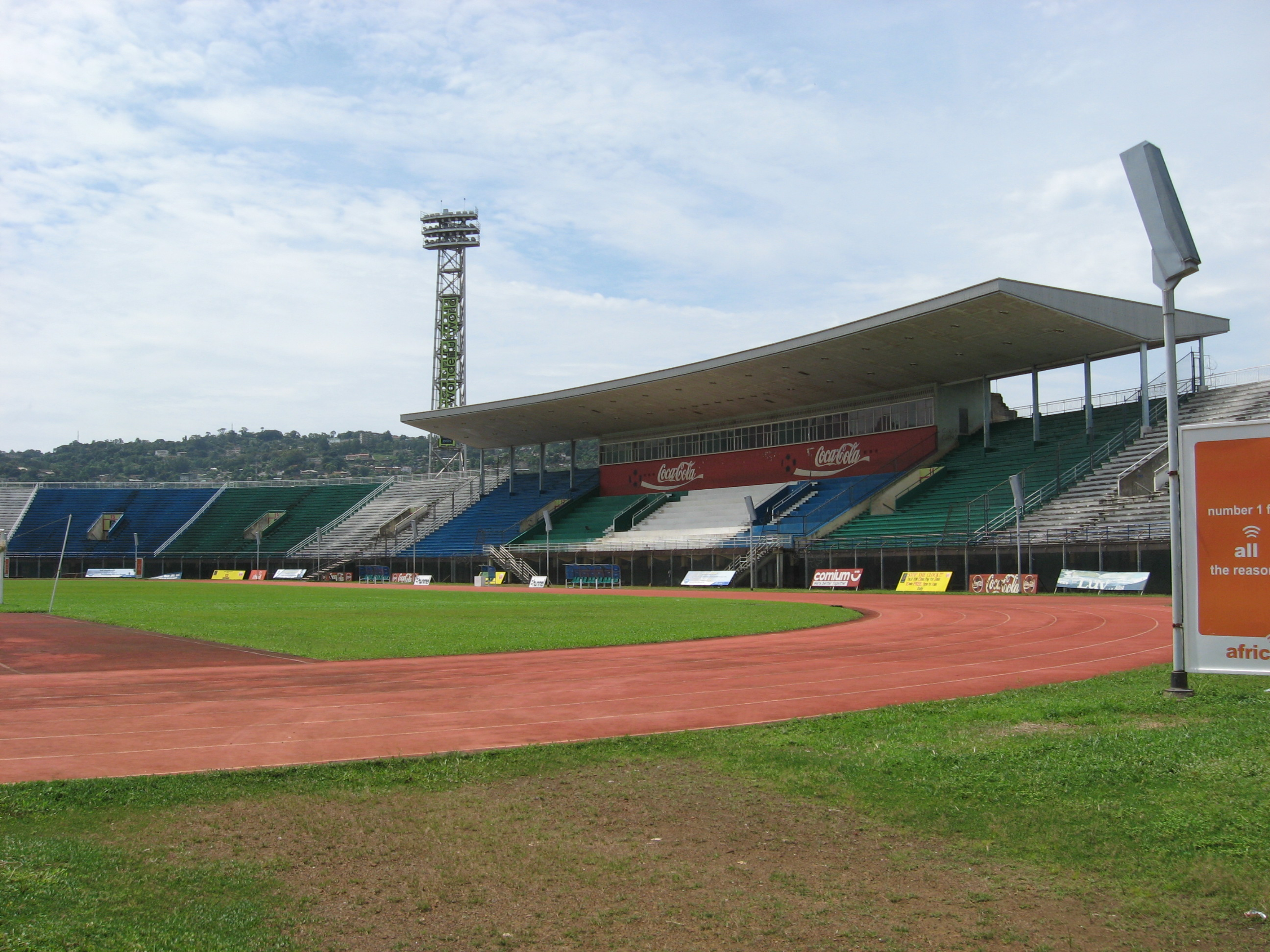
Stadionul național din Sierra Leone

Fotbalul este de departe cel mai popular sport din Sierra Leone. Copiii, tinerii și adulții sunt frecvent văzuți jucând fotbal fotbal de stradă de-a lungul Sierrei Leone. Se organizează turnee de fotbal pentru tineri și adulți de-a lungul țării, și sunt variate școli primare și secundare cu echipe de fotbal de-a lungul Sierrei Leone.
Echipa națională de fotbal a Sierrei Leone, cunoscut popular ca Leone Stars, reprezintă țara în competițiile internaționale.
Cân Leone Star câștigă un meci important, mulți tineri de de-a lungul țării se grăbesc spre stradă pentru a sărbători. Mulți dintre fotabiliștii echipei naționale a Sierrei Leone joacă pentru echipe cu baza în Europa deși practic toți au început să joacă fotbal profesionist în  Premier League din Sierra Leone. Mulți dintre fotbaliștii echipei naționale sunt celebrități în Sierra Leone și sunt adesea bine cunoscuți de către populația generală. Printre fotbaliștii internaționali sierro-leonezi sunt Mohamed Kallon, Mohamed Bangura, Rodney Strasser, Kei Kamara, Ibrahim Teteh Bangura, Mustapha Dumbuya, Christian Caulker, Alhassan Bangura, Sheriff Suma, Mohamed Kamara, Umaru Bangura și Julius Gibrilla Woobay.
Mulți tineri, copii și adulți sierro-leonezi participă la ligile majore de fotbal din Europa, precum Premier League engleză, Serie A italiană, La Liga spaniolă, Bundesliga germană și Ligue 1 franceză.
Echipa de cricket a Sierrei Leone reprezintă Sierra Leone în competițiile internaționale de cricket și este printre cele mai bune din Africa Occidentală. A devenit membru afiliat al Consiliului Internațional de Cricket în 2002. Și-a început debutul internțaional în Campionatul Afiliaților Africani, unde a terminat ultima din opt echipe. Dar la turneul echvalent din 2006, Diviziunea Trei a regiunii africane din Liga Mondială de Cricket, a terminat ca vicecampion în fața Mozambicului și a pierdut la limită în Divizia a Doua.
În 2009, echipa Sub 19 ani Sierra Leone a terminat a doua în Campionatul African Sub-19 din Zambia, așadar calificându-se în turneul de calificare în Cupa Mondială Sub 19 alături de alte nouă echipe. În orice caz, echipa n-a fost capabilă să obțină vize canadiene pentru a juca în turneu, care a avut loc la Toronto.
Deși tenisul nu este foarte popular în țarp, jucătorul american promițător Frances Tiafoe este fiul a doi sierro-leonezi care au emigrat în Statele Unite.

### Citește mai departe
- Acemoglu, Daron, Tristan Reed, and James A. Robinson. "Chiefs: Economic Development and Elite Control of Civil Society in Sierra Leone," Journal of Political Economy (2014) 122#2 pp. 319–368 in JSTOR
- Imodale Caulker-Burnett, The Caulkers of Sierra Leone: The Story of a Ruling Family and Their Times (Xlibris, 2010)[sursă auto-publicată]
- Harris, David. Civil War and Democracy in West Africa: Conflict Resolution, Elections and Justice in Sierra Leone and Liberia, I.B. Tauris, 2012
- Keen, David (2005). Conflict and Collusion in Sierra Leone. Oxford: James Currey. ISBN 978-0-85255-883-6. Accesat în 17 iunie 2014.
- Kup, Alexander Peter (1961). A History of Sierra Leone, 1400–1787. Cambridge: Cambridge University Press. ISBN 978-0-7864-1814-5.
- Sillinger, Brett (2003). Sierra Leone: Current Issues and Background. New York: Nova Science Publishers. ISBN 978-1-59033-662-5.
- Utting, Francis A (1931). The Story of Sierra Leone. Ayer Company Publishers. ISBN 978-0-8369-6704-3.
- Sierra Leone Truth and Reconciliation Commission. TRC Report. Accesat în 14 mai 2016.